# Список птахів Еквадору

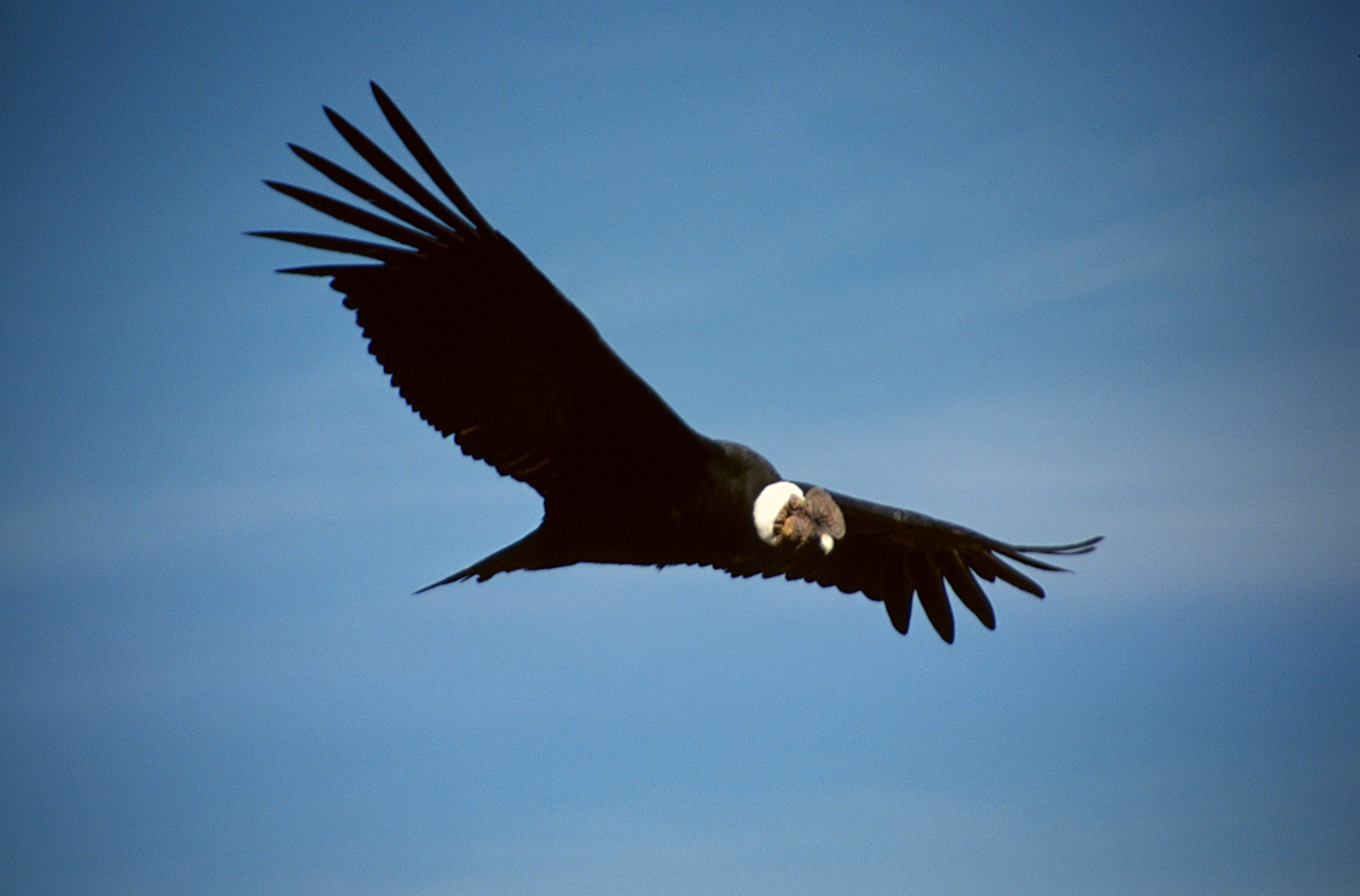
Кондор андійський (Vultur gryphus) є національним птахом Еквадору

Це перелік видів птахів, зафіксованих на території Еквадору, зокрема на Галапагоських островах. Авіфауна Еквадору налічує загалом 1653 видів, з яких 9 видів є ендеміками материкового Еквадору і 31 є ендеміками Галапагоських островів. 4 види були інтродуковані людьми. 73 види є рідкісними або випадковими, 2 види були знищені на території країни. 40 видів не були зафіксовані, однак, імовірно, присутні на території Еквадору.

## Позначки
Наступні теги використані для виділення деяких категорій птахів.
- (V) Випадковий — вид, який рідко або випадково трапляється в Еквадорі
- (EG) Ендемік Галапагоських островів — вид, який є ендеміком Галапагоських островів
- (EM) Ендемік материкового Еквадору — вид, який є ендеміком материкового Еквадору
- (I) Інтродукований — вид, завезений до Еквадору як наслідок, прямих чи непрямих дій людських дій
- (H) Гіпотетичний — не зафіксований вид, який, однак, імовірно, присутній на території Еквадору

## Тинамуподібні(Tinamiformes)
Родина: Тинамові (Tinamidae)
- Тинаму жовтогрудий, Nothocercus julius
- Тинаму бурий, Nothocercus bonapartei
- Тао, Tinamus tao
- Тинаму чорний, Tinamus osgoodi
- Тинаму великий, Tinamus major
- Тинаму білогорлий, Tinamus guttatus
- Татаупа чорний, Crypturellus berlepschi
- Татаупа сірий, Crypturellus cinereus
- Татаупа малий, Crypturellus soui
- Татаупа каштановий, Crypturellus obsoletus
- Татаупа блідий, Crypturellus undulatus
- Татаупа білобровий, Crypturellus transfasciatus
- Татаупа амазонійський, Crypturellus variegatus
- Татаупа перуанський, Crypturellus bartletti
- Татаупа сіроголовий, Crypturellus tataupa
- Інамбу андійський, Nothoprocta pentlandii
- Інамбу криводзьобий, Nothoprocta curvirostris

## Гусеподібні(Anseriformes)
Родина: Паламедеєві (Anhimidae)
- Паламедея, Anhima cornuta

Родина: Качкові (Anatidae)
- Свистач рудий, Dendrocygna bicolor
- Свистач червонодзьобий, Dendrocygna autumnalis
- Каргарка гриваста, Neochen jubata
- Качка мускусна, Cairina moschata
- Качка американська, Sarkidiornis sylvicola
- Чирянка бразильська, Amazonetta brasiliensis (V)
- Качка андійська, Merganetta armata
- Широконіска північна, Spatula clypeata
- Чирянка блакитнокрила, Spatula discors
- Чирянка руда, Spatula cyanoptera
- Свищ американський, Mareca americana (V)
- Шилохвіст білощокий, Anas bahamensis
- Шилохвіст північний, Anas acuta (V)
- Шилохвіст жовтодзьобий, Anas georgica
- Чирянка американська, Anas carolinensis (V)
- Чирянка андійська, Anas andium
- Чернь червоноока, Netta erythrophthalma
- Чернь канадська, Aythya collaris (V)
- Чернь американська, Aythya affinis
- Савка маскова, Nomonyx dominicus
- Савка американська, Oxyura jamaicensis

## Куроподібні(Galliformes)
Родина: Краксові (Cracidae)
- Пенелопа вогнистогруда, Chamaepetes goudotii
- Пенелопа бородата, Penelope barbata
- Пенелопа брунатна, Penelope ortoni
- Пенелопа андійська, Penelope montagnii
- Пенелопа амазонійська, Penelope jacquacu
- Пенелопа чубата, Penelope purpurascens
- Абурі-крикун білоголовий, Pipile cumanensis
- Абурі, Aburria aburri
- Чачалака рудоголова, Ortalis erythroptera
- Чачалака цяткована, Ortalis guttata
- Гоко, Nothocrax urumutum
- Кракс великий, Crax rubra
- Кракс амазонійський, Crax globulosa
- Міту білогузий, Mitu salvini

Родина: Токрові (Odontophoridae)
- Перепелиця рудощока, Rhynchortyx cinctus
- Токро гвіанський, Odontophorus gujanensis
- Токро рудолобий, Odontophorus erythrops
- Токро еквадорський, Odontophorus melanonotus
- Токро рудогрудий, Odontophorus speciosus
- Токро рудочубий, Odontophorus stellatus

## Фламінгоподібні(Phoenicopteriformes)
Родина: Фламінгові (Phoenicopteridae)
- Фламінго чилійський, Phoenicopterus chilensis
- Фламінго червоний, Phoenicopterus ruber

## Пірникозоподібні(Podicipediformes)
Родина: Пірникозові (Podicipedidae)
- Пірникоза домініканська, Tachybaptus dominicus
- Пірникоза рябодзьоба, Podilymbus podiceps
- Пірникоза-голіаф, Podiceps major
- Пірникоза срібляста, Podiceps occipitalis

## Голубоподібні(Columbiformes)
Родина: Голубові (Columbidae)
- Голуб сизий, Columba livia (I)
- Голуб строкатий, Patagioenas speciosa
- Голуб каліфорнійський, Patagioenas fasciata
- Голуб рожевошиїй, Patagioenas cayennensis
- Голуб перуанський, Patagioenas oenops (H)
- Голуб сірошиїй, Patagioenas plumbea
- Голуб коста-риканський, Patagioenas subvinacea
- Голуб малий, Patagioenas goodsoni
- Голубок індиговий, Geotrygon purpurata
- Голубок сапфіровий, Geotrygon saphirina
- Голубок бурий, Geotrygon montana
- Голубок верагуанський, Leptotrygon veraguensis
- Горличка білолоба, Leptotila verreauxi
- Горличка вохристогруда, Leptotila ochraceiventris
- Горличка сіроголова, Leptotila rufaxilla
- Горличка бліда, Leptotila pallida
- Голубок білогорлий, Zentrygon frenata
- Zenaida meloda(інші мови)
- Zenaida galapagoensis(інші мови) (EG)
- Zenaida auriculata(інші мови)
- Талпакоті сірий, Claravis pretiosa
- Paraclaravis mondetoura(інші мови)
- Горличка болівійська, Metriopelia melanoptera
- Талпакоті строкатоголовий, Columbina passerina
- Талпакоті малий, Columbina minuta
- Талпакоті коричневий, Columbina talpacoti
- Талпакоті еквадорський, Columbina buckleyi
- Талпакоті сіроголовий, Columbina cruziana

## Зозулеподібні(Cuculiformes)
Родина: Зозулеві (Cuculidae)
- Ані великий, Crotophaga major
- Ані товстодзьобий, Crotophaga ani
- Ані малий, Crotophaga sulcirostris
- Тахете, Tapera naevia
- Таязура-клинохвіст велика, Dromococcyx phasianellus
- Таязура-клинохвіст мала, Dromococcyx pavoninus
- Таязура рудогуза, Neomorphus geoffroyi
- Таязура смугаста, Neomorphus radiolosus
- Таязура червонодзьоба, Neomorphus pucheranii (H)
- Піая мала, Coccycua minuta
- Кукліло карликовий, Coccycua pumila
- Піая велика, Piaya cayana
- Піая червонодзьоба, Piaya melanogaster
- Кукліло бурий, Coccyzus melacoryphus
- Кукліло північний, Coccyzus americanus
- Кукліло білочеревий, Coccyzus euleri
- Кукліло чорнодзьобий, Coccyzus erythropthalmus
- Кукліло рудий, Coccyzus lansbergi

## Дрімлюгоподібні(Caprimulgiformes)
Родина: Гуахарові (Steatornithidae)
- Гуахаро, Steatornis caripensis

Родина: Потуєві (Nyctibiidae)
- Поту великий, Nyctibius grandis
- Поту довгохвостий, Nyctibius aethereus
- Поту малий, Nyctibius griseus
- Поту гірський, Nyctibius maculosus
- Поту рудий, Nyctibius bracteatus

Родина: Дрімлюгові (Caprimulgidae)
- Накунда, Chordeiles nacunda
- Анаперо блідий, Chordeiles rupestris
- Анаперо малий, Chordeiles acutipennis
- Анаперо віргінський, Chordeiles minor
- Анаперо-довгокрил бурий, Lurocalis semitorquatus
- Анаперо-довгокрил рудочеревий, Lurocalis rufiventris
- Анаперо смугастохвостий, Nyctiprogne leucopyga
- Дрімлюга траурний, Nyctipolus nigrescens
- Дрімлюга довгодзьобий, Systellura longirostris
- Пораке рудощокий, Nyctidromus albicollis
- Дрімлюга еквадорський, Nyctidromus anthonyi
- Дрімлюга-лірохвіст колумбійський, Uropsalis segmentata
- Дрімлюга-лірохвіст рудошиїй, Uropsalis lyra
- Дрімлюга білохвостий, Hydropsalis cayennensis
- Дрімлюга світлобровий, Hydropsalis maculicaudus
- Дрімлюга-вилохвіст колумбійський, Hydropsalis climacocerca
- Леляк колумбійський, Nyctiphrynus rosenbergi
- Леляк бразильський, Nyctiphrynus ocellatus
- Дрімлюга рудий, Antrostomus rufus

## Серпокрильцеподібні(Apodiformes)
Родина: Серпокрильцеві (Apodidae)
- Свіфт плямистолобий, Cypseloides cherriei
- Свіфт нікарагуанський, Cypseloides cryptus
- Свіфт білогрудий, Cypseloides lemosi
- Свіфт рудошиїй, Streptoprocne rutila
- Свіфт болівійський, Streptoprocne zonaris
- Голкохвіст сірогузий, Chaetura cinereiventris
- Голкохвіст анапайський, Chaetura spinicaudus
- Голкохвіст еквадорський, Chaetura egregia
- Голкохвіст східний, Chaetura pelagica
- Голкохвіст колумбійський, Chaetura chapmani (H)
- Голкохвіст вохристогузий, Chaetura brachyura
- Серпокрилець гірський, Aeronautes montivagus
- Серпокрилець-крихітка неотропічний, Tachornis squamata
- Серпокрилець-вилохвіст малий, Panyptila cayennensis

Родина: Колібрієві (Trochilidae)
- Колібрі-топаз вогнистий, Topaza pyra
- Колібрі-якобін синьоголовий, Florisuga mellivora
- Ерміт-серподзьоб темнохвостий, Eutoxeres aquila
- Ерміт-серподзьоб рудохвостий, Eutoxeres condamini
- Ерміт-самітник бронзовий, Glaucis aeneus
- Ерміт-самітник бразильський, Glaucis hirsutus
- Ерміт смугастохвостий, Threnetes ruckeri
- Ерміт світлохвостий, Threnetes leucurus
- Ерміт еквадорський, Phaethornis atrimentalis
- Ерміт чагарниковий, Phaethornis striigularis
- Ерміт сірогорлий, Phaethornis griseogularis
- Ерміт рудий, Phaethornis ruber
- Ерміт сірогузий, Phaethornis hispidus
- Ерміт колумбійський, Phaethornis yaruqui
- Ерміт зелений, Phaethornis guy
- Ерміт рудогрудий, Phaethornis syrmatophorus
- Ерміт прямодзьобий, Phaethornis bourcieri
- Ерміт мексиканський, Phaethornis longirostris
- Ерміт довгодзьобий, Phaethornis malaris
- Колібрі-довгодзьоб зеленолобий, Doryfera ludovicae
- Колібрі-довгодзьоб синьолобий, Doryfera johannae
- Колібрі-капуцин білогорлий, Schistes albogularis
- Колібрі-капуцин клинодзьобий, Schistes geoffroyi
- Колібрі бурий, Colibri delphinae
- Колібрі іскристий, Colibri cyanotus
- Колібрі синьочеревий, Colibri coruscans
- Колібрі гачкодзьобий, Androdon aequatorialis
- Колібрі-фея фіолетоволобий, Heliothryx barroti
- Колібрі-фея зеленолобий, Heliothryx auritus
- Колібрі-зеленохвіст гвіанський, Polytmus theresiae (H)
- Колібрі-манго шилодзьобий, Avocettula recurvirostris
- Колібрі-манго чорногорлий, Anthracothorax nigricollis
- Колібрі-німфа аметистовий, Heliangelus amethysticollis
- Колібрі-німфа еквадорський, Heliangelus strophianus
- Колібрі-німфа турмаліновий, Heliangelus exortis
- Колібрі-німфа малий, Heliangelus micraster
- Колібрі-німфа пурпуровогорлий, Heliangelus viola
- Колібрі-німфа перуанський, Heliangelus regalis
- Колібрі-голкохвіст зелений, Discosura conversii
- Колібрі-голкохвіст чубатий, Discosura popelairii
- Колібрі-голкохвіст чорногрудий, Discosura langsdorffi
- Колібрі-кокетка довгочубий, Lophornis delattrei (H)
- Колібрі-кокетка плямисточубий, Lophornis stictolophus
- Lophornis verreauxii
- Коліпінто еквадорський, Phlogophilus hemileucurus
- Колібрі плямистоволий, Adelomyia melanogenys
- Колібрі-сильф королівський, Aglaiocercus kingii
- Колібрі-сильф довгохвостий, Aglaiocercus coelestis
- Колібрі-плямохвіст фіолетовоголовий, Oreotrochilus chimborazo
- Колібрі-плямохвіст синьогорлий, Oreotrochilus cyanolaemus (EM)
- Колібрі-плямохвіст зеленоголовий, Oreotrochilus stolzmanni
- Колібрі-шпилькодзьоб, Opisthoprora euryptera
- Колібрі-довгохвіст бронзовий, Lesbia victoriae
- Колібрі-довгохвіст смарагдовий, Lesbia nuna
- Колібрі-короткодзьоб пурпуровий, Ramphomicron microrhynchum
- Колібрі-тонкодзьоб червонолобий, Chalcostigma ruficeps
- Колібрі-тонкодзьоб синьохвостий, Chalcostigma stanleyi
- Колібрі-тонкодзьоб білохвостий, Chalcostigma herrani
- Колібрі-барвограй зеленогорлий, Metallura tyrianthina
- Колібрі-барвограй зелений, Metallura williami
- Колібрі-барвограй пурпуровогорлий, Metallura baroni (EM)
- Колібрі-барвограй еквадорський, Metallura odomae
- Колібрі-пухоніг золотистоголовий, Haplophaedia aureliae
- Колібрі-пухоніг сіроволий, Haplophaedia lugens
- Еріон чорний, Eriocnemis nigrivestis (EM)
- Еріон фіолетовогорлий, Eriocnemis vestita
- Еріон чорноногий, Eriocnemis derbyi
- Еріон синьогорлий, Eriocnemis godini
- Еріон синьолобий, Eriocnemis luciani
- Еріон золотоволий, Eriocnemis mosquera
- Еріон смарагдовий, Eriocnemis aline
- Колібрі-золотожар рудоволий, Aglaeactis cupripennis
- Колібрі-інка бронзовий, Coeligena coeligena
- Колібрі-інка аметистовогорлий, Coeligena wilsoni
- Колібрі-інка біловолий, Coeligena torquata
- Колібрі-інка райдужний, Coeligena iris
- Колібрі-інка строкатокрилий, Coeligena lutetiae
- Колібрі гірський, Lafresnaya lafresnayi
- Колібрі-списодзьоб, Ensifera ensifera
- Колібрі блакитнокрилий, Pterophanes cyanopterus
- Колібрі-коронет зелений, Boissonneaua flavescens
- Колібрі-коронет каштановогрудий, Boissonneaua matthewsii
- Колібрі-коронет пурпуровий, Boissonneaua jardini
- Колібрі-пухоніг віхтьохвостий, Ocreatus underwoodii
- Колібрі-пухоніг перуанський, Ocreatus peruanus
- Колібрі білохвостий, Urochroa bougueri
- Колібрі зеленоспинний, Urochroa leucura
- Колібрі-зіркохвіст фіолетововолий, Urosticte benjamini
- Колібрі-зіркохвіст зелений, Urosticte ruficrissa
- Колібрі-діамант рожевогорлий, Heliodoxa gularis
- Колібрі-діамант чорногорлий, Heliodoxa schreibersii
- Колібрі-діамант золотистий, Heliodoxa aurescens
- Колібрі-діамант рубіновогорлий, Heliodoxa rubinoides
- Колібрі-діамант колумбійський, Heliodoxa jacula
- Колібрі-діамант королівський, Heliodoxa imperatrix
- Колібрі-діамант фіолетоволобий, Heliodoxa leadbeateri
- Колібрі велетенський, Patagona gigas
- Колібрі-ангел синьоголовий, Heliomaster longirostris
- Колібрі-ангел синьогрудий, Heliomaster furcifer (H)
- Колібрі бірюзовогорлий, Myrtis fanny
- Колібрі перуанський, Thaumastura cora
- Колібрі-іскринка білочеревий, Chaetocercus mulsant
- Колібрі-іскринка малий, Chaetocercus bombus
- Колібрі-іскринка рубіновогорлий, Chaetocercus heliodor
- Колібрі-іскринка оливковий, Chaetocercus berlepschi (EM)
- Колібрі куцохвостий, Myrmia micrura
- Колібрі-аметист білочеревий, Calliphlox amethystina
- Колібрі-аметист рудочеревий, Philodice mitchellii
- Колібрі-смарагд західний, Chlorostilbon melanorhynchus
- Колібрі-смарагд синьохвостий, Chlorostilbon mellisugus
- Колібрі сапфіроволобий, Klais guimeti
- Колібрі-шаблекрил сірогрудий, Campylopterus largipennis
- Колібрі-шаблекрил рудохвостий, Campylopterus falcatus
- Колібрі-шаблекрил еквадорський, Campylopterus villaviscensio
- Колібрі-білогуз синьохвостий, Chalybura buffonii
- Колібрі-білогуз бронзовохвостий, Chalybura urochrysia
- Колібрі-лісовичок фіолетоволобий, Thalurania colombica
- Колібрі-лісовичок буроголовий, Thalurania furcata
- Колібрі еквадорський, Thaumasius baeri
- Колібрі плямистогорлий, Thaumasius taczanowskii (H)
- Колібрі цяткований, Taphrospilus hypostictus
- Колібрі колумбійський, Talaphorus chlorocercus
- Цакатл, Amazilia tzacatl
- Амазилія зелена, Amazilis amazilia
- Агиртрія андійська, Uranomitra franciae
- Колібрі-сапфір золотохвостий, Chrysuronia oenone
- Колібрі-сапфір панамський, Chrysuronia humboldtii
- Колібрі-сапфір синьоголовий, Chrysuronia grayi
- Аріан венесуельський, Chionomesa fimbriata
- Аріан сапфіровогорлий, Chionomesa lactea (H)
- Колібрі-сапфір кактусовий, Hylocharis sapphirina
- Аріан блакитноволий, Polyerata amabilis
- Аріан пурпуровочеревий, Polyerata rosenbergi
- Колібрі-сапфір білобородий, Chlorestes cyanus
- Колібрі-лісовичок синьочеревий, Chlorestes julie
- Колібрі-смарагд синьогорлий, Chlorestes notata

## Гоациноподібні(Opisthocomiformes)
Родина: Гоацинові (Opisthocomidae)
- Гоацин, Opisthocomus hoazin

## Журавлеподібні(Gruiformes)
Родина: Арамові (Aramidae)
- Арама, Aramus guarauna

Родина: Агамієві (Psophiidae)
- Агамі сірокрилий, Psophia crepitans

Родина: Пастушкові (Rallidae)
- Пастушок-тріскунець, Rallus longirostris
- Пастушок віргінський, Rallus limicola
- Султанка американська, Porphyrio martinica
- Султанка жовтодзьоба, Porphyrio flavirostris
- Деркач еквадорський, Rufirallus castaneiceps
- Деркач каєнський, Rufirallus viridis
- Деркач колумбійський, Laterallus fasciatus
- Погонич жовтоволий, Laterallus flaviventer (H)
- Погонич оливковий, Laterallus melanophaius
- Погонич білогорлий, Laterallus albigularis
- Погонич амазонійський, Laterallus exilis
- Погонич галапагоський, Laterallus spilonota (EG)
- Пастушок венесуельський, Micropygia schomburgkii (H)
- Погонич попелястий, Mustelirallus albicollis
- Пастушок колумбійський, Mustelirallus colombianus
- Пастушок золотодзьобий, Mustelirallus erythrops
- Пастушок строкатий, Pardirallus maculatus
- Пастушок світлогорлий, Pardirallus nigricans
- Пастушок аргентинський, Pardirallus sanguinolentus
- Пастушок бурий, Amaurolimnas concolor
- Пастушок гнідий, Aramides wolfi
- Пастушок сірошиїй, Aramides cajaneus
- Пастушок гвіанський, Aramides axillaris
- Пастушок рудокрилий, Aramides calopterus
- Погонич каролінський, Porzana carolina
- Курочка латиноамериканська, Gallinula galeata
- Лиска американська, Fulica americana (знищений)
- Лиска андійська, Fulica ardesiaca

Родина: Лапчастоногові (Heliornithidae)
- Лапчастоніг неотропічний, Heliornis fulica

## Сивкоподібні(Charadriiformes)
Родина: Сивкові (Charadriidae)
- Сивка американська, Pluvialis dominica
- Сивка бурокрила, Pluvialis fulva (V)
- Сивка морська, Pluvialis squatarola
- Хрустан тонкодзьобий, Oreopholus ruficollis (V)
- Чайка каєнська, Vanellus cayanus
- Чайка чилійська, Vanellus chilensis
- Чайка андійська, Vanellus resplendens
- Пісочник крикливий, Charadrius vociferus
- Пісочник канадський, Charadrius semipalmatus
- Пісочник жовтоногий, Charadrius melodus (V)
- Пісочник довгодзьобий, Charadrius wilsonia
- Пісочник пампасовий, Charadrius collaris
- Пісочник американський, Charadrius nivosus

Родина: Куликосорокові (Haematopodidae)
- Кулик-сорока американський, Haematopus palliatus
- Кулик-сорока південний, Haematopus ater

Родина: Чоботарові (Recurvirostridae)
- Himantopus mexicanus
- Чоботар американський, Recurvirostra americana (V)

Родина: Лежневі (Burhinidae)
- Лежень перуанський, Burhinus superciliaris

Родина: Баранцеві (Scolopacidae)
- Бартрамія, Bartramia longicauda
- Кульон гудзонський, Numenius hudsonicus
- Кульон американський, Numenius americanus (H)
- Грицик канадський, Limosa haemastica
- Грицик чорнохвостий, Limosa fedoa (V)
- Крем'яшник звичайний, Arenaria interpres
- Побережник ісландський, Calidris canutus (V)
- Побережник американський, Calidris virgata
- Брижач, Calidris pugnax (V)
- Побережник гострохвостий, Calidris acuminata (H)
- Побережник довгоногий, Calidris himantopus
- Побережник червоногрудий, Calidris ferruginea (V)
- Побережник білий, Calidris alba
- Побережник чорногрудий, Calidris alpina (V)
- Побережник канадський, Calidris bairdii
- Побережник-крихітка, Calidris minutilla
- Побережник білогрудий, Calidris fuscicollis
- Жовтоволик, Calidris subruficollis
- Побережник арктичний, Calidris melanotos
- Побережник тундровий, Calidris pusilla
- Побережник аляскинський, Calidris mauri
- Неголь короткодзьобий, Limnodromus griseus
- Неголь довгодзьобий, Limnodromus scolopaceus (V)
- Баранець королівський, Gallinago imperialis
- Баранець гірський, Gallinago jamesoni
- Баранець довгодзьобий, Gallinago nobilis
- Gallinago delicata (V)
- Баранець неотропічний, Gallinago paraguaiae (V)
- Баранець пунанський, Gallinago andina (H)
- Плавунець довгодзьобий, Phalaropus tricolor
- Плавунець круглодзьобий, Phalaropus lobatus
- Плавунець плоскодзьобий, Phalaropus fulicarius
- Набережник плямистий, Actitis macularia
- Коловодник малий, Tringa solitaria
- Коловодник аляскинський, Tringa incana
- Коловодник строкатий, Tringa melanoleuca
- Коловодник американський, Tringa semipalmata
- Коловодник жовтоногий, Tringa flavipes

Родина: Тинокорові (Thinocoridae)
- Атагіс рудочеревий, Attagis gayi
- Тинокор чилійський, Thinocorus rumicivorus (V)

Родина: Яканові (Jacanidae)
- Якана червонолоба, Jacana jacana

Родина: Поморникові (Stercorariidae)
- Поморник чилійський, Stercorarius chilensis (H)
- Поморник антарктичний, Stercorarius maccormicki (H)
- Поморник середній, Stercorarius pomarinus (V)
- Поморник короткохвостий, Stercorarius parasiticus (V)
- Поморник довгохвостий, Stercorarius longicaudus (V)

Родина: Мартинові (Laridae)
- Мартин галапагоський, Creagrus furcatus (переважно EG; невелика кількість птахів гніздиться в Колумбії)
- Мартин вилохвостий, Xema sabini
- Мартин канадський, Chroicocephalus philadelphia (V)
- Мартин андійський, Chroicocephalus serranus
- Мартин сіроголовий, Chroicocephalus cirrocephalus
- Мартин сірий, Leucophaeus modestus
- Leucophaeus atricilla
- Мартин ставковий, Leucophaeus pipixcan
- Мартин темний, Leucophaeus fuliginosus (EG)
- Мартин перуанський, Larus belcheri
- Мартин делаверський, Larus delawarensis (V)
- Мартин каліфорнійський, Larus californicus (V)
- Мартин домініканський, Larus dominicanus
- Мартин чорнокрилий, Larus fuscus (V)
- Мартин американський, Larus smithsonianus (V)
- Крячок бурий, Anous stolidus
- Крячок атоловий, Anous minutus (V)
- Крячок білий, Gygis alba (H)
- Крячок строкатий, Onychoprion fuscatus
- Крячок бурокрилий, Onychoprion anaethetus
- Крячок карибський, Sternula antillarum (V)
- Крячок амазонський, Sternula superciliaris
- Крячок перуанський, Sternula lorata
- Крячок великодзьобий, Phaetusa simplex
- Крячок чорнодзьобий, Gelochelidon nilotica
- Крячок каспійський, Hydroprogne caspia (V)
- Крячок-інка, Larosterna inca
- Крячок чорний, Chlidonias niger
- Крячок річковий, Sterna hirundo
- Крячок полярний, Sterna paradisaea
- Крячок американський, Sterna hirundinacea
- Крячок каліфорнійський, Thalasseus elegans
- Крячок рябодзьобий, Thalasseus sandvicensis
- Крячок королівський, Thalasseus maximus
- Водоріз американський, Rynchops niger

## Тіганоподібні(Eurypygiformes)
Родина: Тіганові (Eurypygidae)
- Тігана, Eurypyga helias

## Фаетоноподібні(Phaethontiformes)
Родина: Фаетонові (Phaethontidae)
- Фаетон червонодзьобий, Phaethon aethereus
- Фаетон червонохвостий, Phaethon rubricauda (H)

## Пінгвіноподібні(Sphenisciformes)
Родина: Пінгвінові (Spheniscidae)
- Пінгвін Гумбольдта, Spheniscus humboldti (V)
- Пінгвін галапагоський, Spheniscus mendiculus (EG)

## Буревісникоподібні(Procellariiformes)
Родина: Альбатросові (Diomedeidae)
- Альбатрос галапагоський, Phoebastria irrorata
- Альбатрос чорнобровий, Thalassarche melanophris (V)
- Альбатрос Буллера, Thalassarche bulleri (V)
- Альбатрос баунтійський, Thalassarche salvini (H)

Родина: Океанникові (Oceanitidae)
- Фрегета білочерева, Fregetta grallaria (V)
- Океанник Вільсона, Oceanites oceanicus (V)
- Океанник Еліота, Oceanites gracilis
- Океанник білобровий, Pelagodroma marina (V)

Родина: Качуркові (Hydrobatidae)
- Качурка каліфорнійська, Hydrobates microsoma
- Качурка галапагоська, Hydrobates tethys
- Качурка мадерійська, Hydrobates castro
- Качурка північна, Hydrobates leucorhoa (V)
- Качурка Маркгама, Hydrobates markhami (V)
- Качурка кільчаста, Hydrobates hornbyi (V)
- Качурка чорна, Hydrobates melania (V)

Родина: Буревісникові (Procellariidae)
- Буревісник гігантський, Macronectes giganteus (V)
- Буревісник велетенський, Macronectes halli (H)
- Буревісник південний, Fulmarus glacialoides (H)
- Пінтадо, Daption capense (V)
- Тайфунник Піла, Pterodroma inexpectata (H)
- Тайфунник галапагоський, Pterodroma phaeopygia
- Тайфунник тихоокеанський, Pterodroma externa (H)
- Пріон антарктичний, Pachyptila desolata (V)
- Буревісник білогорлий, Procellaria aequinoctialis (H)
- Буревісник чорний, Procellaria parkinsoni
- Буревісник клинохвостий, Ardenna pacifica (V)
- Буревісник Бюлера, Ardenna bulleri (V)
- Буревісник сивий, Ardenna grisea
- Буревісник рожевоногий, Ardenna creatopus (V)
- Буревісник світлоногий, Ardenna carneipes (H)
- Буревісник малий, Puffinus puffinus (V)
- Буревісник галапагоський, Puffinus subalaris (EG)
- Пуфінур перуанський, Pelecanoides garnotii (V)

## Лелекоподібні(Ciconiiformes)
Родина: Лелекові (Ciconiidae)
- Ябіру неотропічний, Jabiru mycteria (V)
- Міктерія, Mycteria americana

## Сулоподібні(Suliformes)
Родина: Фрегатові (Fregatidae)
- Фрегат карибський, Fregata magnificens
- Фрегат тихоокеанський, Fregata minor

Родина: Сулові (Sulidae)
- Сула африканська, Morus capensis (H)
- Сула блакитнонога, Sula nebouxii
- Сула перуанська, Sula variegata
- Сула жовтодзьоба, Sula dactylatra (V)
- Сула насканська, Sula granti
- Сула червононога, Sula sula
- Сула білочерева, Sula leucogaster (V)

Родина: Змієшийкові (Anhingidae)
- Змієшийка американська, Anhinga anhinga

Родина: Бакланові (Phalacrocoracidae)
- Баклан галапагоський, Phalacrocorax harrisi (EG)
- Баклан бразильський, Phalacrocorax brasilianus
- Баклан перуанський, Phalacrocorax bougainvillii

## Пеліканоподібні(Pelecaniformes)
Родина: Пеліканові (Pelecanidae)
- Пелікан бурий, Pelecanus occidentalis
- Пелікан перуанський, Pelecanus thagus

Родина: Чаплеві (Ardeidae)
- Бушля рудошия, Tigrisoma lineatum
- Бушля чорношия, Tigrisoma fasciatum
- Агамія, Agamia agami
- Квак широкодзьобий, Cochlearius cochlearius
- Гова, Zebrilus undulatus
- Бугай строкатий, Botaurus pinnatus
- Бугайчик американський, Ixobrychus exilis
- Бугайчик аргентинський, Ixobrychus involucris (H)
- Квак звичайний, Nycticorax nycticorax
- Квак чорногорлий, Nyctanassa violacea
- Чапля зелена, Butorides virescens
- Чапля мангрова, Butorides striata
- Чапля галапагоська, Butorides sundevalli (E)
- Чапля єгипетська, Bubulcus ibis
- Чапля північна, Ardea herodias
- Кокої, Ardea cocoi
- Чепура велика, Ardea alba
- Чапля-свистун, Syrigma sibilatrix (V)
- Чапля неотропічна, Pilherodius pileatus
- Чепура трибарвна, Egretta tricolor
- Чепура рудошия, Egretta rufescens (V)
- Чепура американська, Egretta thula
- Чепура блакитна, Egretta caerulea

Родина: Ібісові (Threskiornithidae)
- Ібіс білий, Eudocimus albus
- Ібіс червоний, Eudocimus ruber
- Коровайка бура, Plegadis falcinellus
- Коровайка тонкодзьоба, Plegadis ridgwayi (V)
- Ібіс каєнський, Mesembrinibis cayennensis
- Ібіс чорний, Phimosus infuscatus
- Theristicus branickii(інші мови)
- Косар рожевий, Platalea ajaja

## Катартоподібні(Cathartiformes)
Родина: Катартові (Cathartidae)
- Кондор королівський, Sarcoramphus papa
- Кондор андійський, Vultur gryphus
- Урубу, Coragyps atratus
- Катарта червоноголова, Cathartes aura
- Катарта саванова, Cathartes burrovianus (V)
- Катарта лісова, Cathartes melambrotus

## Яструбоподібні(Accipitriformes)
Родина: Скопові (Pandionidae)
- Скопа, Pandion haliaetus

Родина: Яструбові (Accipitridae)
- Шуліка-крихітка, Gampsonyx swainsonii
- Шуліка білохвостий, Elanus leucurus
- Chondrohierax uncinatus(інші мови)
- Шуляк каєнський, Leptodon cayanensis
- Elanoides forficatus(інші мови)
- Гарпія гвіанська, Morphnus guianensis
- Гарпія велика, Harpia harpyja
- Spizaetus tyrannus(інші мови)
- Spizaetus melanoleucus(інші мови)
- Spizaetus ornatus(інші мови)
- Spizaetus isidori(інші мови)
- Канюк-рибалка, Busarellus nigricollis
- Шуліка-слимакоїд червоноокий, Rostrhamus sociabilis
- Helicolestes hamatus(інші мови)
- Harpagus bidentatus(інші мови)
- Harpagus diodon(інші мови) (H)
- Ictinia mississippiensis(інші мови) (H)
- Ictinia plumbea(інші мови)
- Circus cinereus(інші мови)
- Яструб сірочеревий, Accipiter poliogaster
- Яструб-крихітка, Accipiter superciliosus
- Яструб венесуельський, Accipiter collaris
- Яструб неоарктичний, Accipiter striatus
- Яструб неотропічний, Accipiter bicolor
- Geranospiza caerulescens(інші мови)
- Канюк сизий, Cryptoleucopteryx plumbea
- Buteogallus schistaceus(інші мови)
- Buteogallus anthracinus(інші мови)
- Buteogallus meridionalis(інші мови)
- Buteogallus urubitinga(інші мови)
- Buteogallus solitarius(інші мови)
- Канюк смугастогрудий, Morphnarchus princeps
- Канюк великодзьобий, Rupornis magnirostris
- Канюк пустельний, Parabuteo unicinctus
- Parabuteo leucorrhous(інші мови)
- Geranoaetus polyosoma(інші мови)
- Агуя, Geranoaetus melanoleucus
- Pseudastur albicollis(інші мови)
- Pseudastur occidentalis(інші мови)
- Канюк чорноголовий, Leucopternis semiplumbeus
- Канюк жовтодзьобий, Leucopternis melanops
- Buteo nitidus(інші мови)
- Канюк ширококрилий, Buteo platypterus
- Buteo albigula(інші мови)
- Buteo brachyurus(інші мови)
- Канюк прерієвий, Buteo swainsoni
- Канюк галапагоський, Buteo galapagoensis (EG)
- Buteo albonotatus(інші мови)

## Совоподібні(Strigiformes)
Родина: Сипухові (Tytonidae)
- Сипуха крапчаста, Tyto alba

Родина: Совові (Strigidae)
- Сплюшка білогорла, Megascops albogularis
- Сплюшка неотропічна, Megascops choliba
- Сплюшка андійська, Megascops ingens
- Сплюшка еквадорська, Megascops petersoni
- Сплюшка чокоанська, Megascops centralis
- Сплюшка нагірна, Megascops roraimae
- Сплюшка чагарникова, Megascops roboratus
- Сплюшка амазонійська, Megascops watsonii
- Сова-рогань бура, Lophostrix cristata
- Сова вохристочерева, Pulsatrix perspicillata
- Сова рудовола, Pulsatrix melanota
- Пугач віргінський, Bubo virginianus
- Сова-лісовик бура, Ciccaba virgata
- Сова-лісовик строката, Ciccaba nigrolineata
- Сова-лісовик смугаста, Ciccaba huhula
- Сова-лісовик руда, Ciccaba albitarsis
- Сичик-горобець еквадорський, Glaucidium nubicola
- Сичик-горобець андійський, Glaucidium jardinii
- Сичик-горобець бурий, Glaucidium parkeri
- Сичик-горобець буроголовий, Glaucidium griseiceps
- Сичик-горобець рудий, Glaucidium brasilianum
- Сичик-горобець перуанський, Glaucidium peruanum
- Сич американський, Athene cunicularia
- Сич вохристолобий, Aegolius harrisii
- Сова-крикун, Asio clamator
- Сова темна, Asio stygius
- Сова болотяна, Asio flammeus

## Трогоноподібні(Trogoniformes)
Родина: Трогонові (Trogonidae)
- Квезал червонодзьобий, Pharomachrus pavoninus
- Квезал андійський, Pharomachrus auriceps
- Квезал чубатолобий, Pharomachrus antisianus
- Трогон червонодзьобий, Trogon massena
- Трогон білоокий, Trogon comptus
- Трогон еквадорський, Trogon mesurus
- Трогон чорнохвостий, Trogon melanurus
- Трогон білохвостий, Trogon chionurus
- Трогон синьоволий, Trogon viridis
- Трогон синьоголовий, Trogon caligatus
- Трогон амазонійський, Trogon ramonianus
- Курукуї, Trogon curucui
- Трогон жовтогрудий, Trogon rufus
- Трогон темноволий, Trogon collaris
- Трогон масковий, Trogon personatus

## Сиворакшоподібні(Coraciiformes)
Родина: Момотові (Momotidae)
- Момот широкодзьобий, Electron platyrhynchum
- Момот амазонійський, Baryphthengus martii
- Момот іржасточеревий, Momotus subrufescens
- Момот чорнощокий, Momotus momota
- Момот великий, Momotus aequatorialis

Родина: Рибалочкові (Alcedinidae)
- Megaceryle torquatus(інші мови)
- Рибалочка-чубань північний, Megaceryle alcyon (V)
- Рибалочка амазонійський, Chloroceryle amazona
- Рибалочка карликовий, Chloroceryle aenea
- Рибалочка зелений, Chloroceryle americana
- Рибалочка рудогрудий, Chloroceryle inda

## Дятлоподібні(Piciformes)
Родина: Якамарові (Galbulidae)
- Якамара-куцохвіст колумбійська, Galbalcyrhynchus leucotis
- Якамара бура, Brachygalba lugubris
- Якамара жовтодзьоба, Galbula albirostris
- Якамара рудохвоста, Galbula ruficauda
- Якамара еквадорська, Galbula tombacea
- Якамара синьолоба, Galbula cyanescens
- Якамара вогнистогруда, Galbula pastazae
- Якамара пурпурова, Galbula chalcothorax
- Якамара турмалінова, Galbula dea
- Якамара велика, Jacamerops aureus

Родина: Лінивкові (Bucconidae)
- Лінивка-строкатка білошия, Notharchus hyperrhynchus
- Лінивка-строкатка чорновола, Notharchus pectoralis
- Лінивка-строкатка маскова, Notharchus tectus
- Лінивка довгопала, Bucco macrodactylus
- Лінивка плямистогруда, Bucco tamatia
- Лінивка рудоголова, Bucco capensis
- Лінивка-смугохвіст панамська, Nystalus radiatus
- Лінивка-смугохвіст західна, Nystalus obamai
- Таматія світлогруда, Malacoptila fusca
- Таматія панамська, Malacoptila panamensis
- Таматія андійська, Malacoptila fulvogularis
- Таматія біловуса, Malacoptila mystacalis
- Лінивка мала, Micromonacha lanceolata
- Лінивка-коротун сіроголова, Nonnula rubecula
- Лінивка-коротун бура, Nonnula brunnea
- Лінивка білолоба, Hapaloptila castanea
- Лінивка-чорнопер червонодзьоба, Monasa nigrifrons
- Лінивка-чорнопер білолоба, Monasa morphoeus
- Лінивка-чорнопер жовтодзьоба, Monasa flavirostris
- Лінивка ластівкова, Chelidoptera tenebrosa

Родина: Бородаткові (Capitonidae)
- Бородатка оливкова, Capito aurovirens
- Бородатка вогнистолоба, Capito squamatus
- Бородатка жовтобока, Capito quinticolor
- Бородатка золотиста, Capito auratus
- Евбуко золотогорлий, Eubucco richardsoni
- Евбуко андійський, Eubucco bourcierii

Родина: Semnornithidae
- Кабезон сірощокий, Semnornis ramphastinus

Родина: Туканові (Ramphastidae)
- Тукан жовтошиїй, Ramphastos ambiguus
- Тукан червонодзьобий, Ramphastos tucanus
- Тукан гірський, Ramphastos brevis
- Тукан чорнодзьобий, Ramphastos vitellinus
- Тукан білогорлий, Aulacorhynchus albivitta
- Тукан амазонійський, Aulacorhynchus derbianus
- Тукан червоногузий, Aulacorhynchus haematopygus
- Андигена блакитна, Andigena hypoglauca
- Андигена строкатодзьоба, Andigena laminirostris
- Андигена білощока, Andigena nigrirostris
- Тукан панамський, Selenidera spectabilis
- Тукан перуанський, Selenidera reinwardtii
- Аракарі синьобровий, Pteroglossus inscriptus
- Аракарі плямистоволий, Pteroglossus torquatus
- Аракарі каштановошиїй, Pteroglossus castanotis
- Аракарі смугастоволий, Pteroglossus pluricinctus
- Аракарі чорногрудий, Pteroglossus azara

Родина: Дятлові (Picidae)
- Добаш смугастогрудий, Picumnus lafresnayi
- Добаш еквадорський, Picumnus sclateri
- Добаш рудогрудий, Picumnus rufiventris
- Добаш оливковий, Picumnus olivaceus
- Melanerpes cruentatus(інші мови)
- Melanerpes pucherani(інші мови)
- Dryobates fumigatus(інші мови)
- Дзьоган червоногузий, Veniliornis kirkii
- Дзьоган малий, Veniliornis passerinus
- Дзьоган вогнистокрилий, Veniliornis callonotus
- Дзьоган жовточеревий, Veniliornis dignus
- Дзьоган смугасточеревий, Veniliornis nigriceps
- Дзьоган червонокрилий, Veniliornis affinis
- Дзьоган колумбійський, Veniliornis chocoensis
- Campephilus pollens(інші мови)
- Campephilus haematogaster(інші мови)
- Campephilus rubricollis(інші мови)
- Campephilus melanoleucos(інші мови)
- Campephilus gayaquilensis(інші мови)
- Dryocopus lineatus(інші мови)
- Celeus loricatus(інші мови)
- Celeus torquatus(інші мови)
- Celeus grammicus(інші мови)
- Celeus flavus(інші мови)
- Celeus spectabilis(інші мови)
- Celeus elegans(інші мови)
- Дятел-смугань білогорлий, Piculus leucolaemus
- Дятел-смугань колумбійський, Piculus litae
- Дятел-смугань жовтогорлий, Piculus flavigula
- Дятел-смугань жовтовусий, Piculus chrysochloros
- Colaptes rubiginosus(інші мови)
- Colaptes rivolii(інші мови)
- Colaptes punctigula(інші мови)
- Colaptes rupicola(інші мови)

## Соколоподібні(Falconiformes)
Родина: Соколові (Falconidae)
- Макагуа, Herpetotheres cachinnans
- Рарія бразильська, Micrastur ruficollis
- Рарія колумбійська, Micrastur plumbeus
- Рарія венесуельська, Micrastur gilvicollis
- Рарія білочерева, Micrastur mirandollei
- Рарія білошия, Micrastur semitorquatus
- Рарія амазонійська, Micrastur buckleyi
- Каракара аргентинська, Caracara plancus
- Каракара червоногорла (Ibycter americanus)
- Каракара еквадорська, Phalcoboenus carunculatus
- Каракара андійська, Phalcoboenus megalopterus
- Каракара чорна, Daptrius ater
- Хімахіма, Milvago chimachima
- Боривітер американський, Falco sparverius
- Підсоколик малий, Falco columbarius
- Підсоколик смугастогрудий, Falco rufigularis
- Підсоколик рудогрудий, Falco deiroleucus
- Сокіл мексиканський, Falco femoralis
- Сапсан, Falco peregrinus

## Папугоподібні(Psittaciformes)
Родина: Папугові (Psittacidae)
- Папуга синьокрилий, Touit huetii
- Папуга синьолобий, Touit dilectissimus
- Папуга бразильський, Touit purpuratus
- Папуга бурокрилий, Touit stictopterus
- Катіта панамський, Bolborhynchus lineola
- Тіріка жовтолобий, Brotogeris sanctithomae (H)
- Тіріка амазонійський, Brotogeris versicolurus (I)
- Тіріка сірощокий, Brotogeris pyrrhoptera
- Тіріка синьокрилий, Brotogeris cyanoptera
- Амазон-карлик вогнистоголовий, Hapalopsittaca amazonina (H)
- Амазон-карлик червонолобий, Hapalopsittaca pyrrhops
- Каїка рожевощокий, Pyrilia pulchra
- Каїка жовтощокий, Pyrilia barrabandi
- Папуга-червоногуз зеленоголовий, Pionus sordidus
- Папуга-червоногуз пурпурововолий, Pionus seniloides
- Папуга-червоногуз синьоголовий, Pionus menstruus
- Папуга-червоногуз бронзовокрилий, Pionus chalcopterus
- Папуга короткохвостий, Graydidascalus brachyurus
- Амазон червонолобий, Amazona festiva
- Амазон жовтощокий, Amazona autumnalis
- Амазон тринідадський, Amazona ochrocephala
- Амазон жовтолобий, Amazona farinosa
- Амазон венесуельський, Amazona amazonica
- Амазон андійський, Amazona mercenarius
- Папуга-горобець темнодзьобий, Forpus modestus
- Forpus crassirostris
- Папуга-горобець еквадорський, Forpus coelestis
- Папуга-білочеревець чорноголовий, Pionites melanocephalus
- Папуга білолобий, Deroptyus accipitrinus
- Котора червонолобий, Pyrrhura roseifrons
- Котора темнохвостий, Pyrrhura melanura
- Котора еквадорський, Pyrrhura orcesi (EM)
- Котора білошиїй, Pyrrhura albipectus (EM)
- Аратинга сіроголовий, Aratinga weddellii
- Ара жовтощокий, Orthopsittaca manilatus
- Араурана, Ara ararauna
- Ара синьокрилий, Ara severus
- Ара зелений, Ara militaris
- Ара нікарагуанський, Ara ambiguus
- Араканга, Ara macao
- Ара червоно-зелений, Ara chloropterus
- Папуга андійський, Leptosittaca branickii  VU
- Папуга жовтощокий, Ognorhynchus icterotis
- Аратинга андійський, Psittacara frontatus
- Аратинга червоноголовий, Psittacara erythrogenys
- Аратинга венесуельський, Psittacara leucophthalmus

## Горобцеподібні(Passeriformes)
Родина: Sapayoidae
- Сапая, Sapayoa aenigma

Родина: Сорокушові (Thamnophilidae)
- Мурахолюб рудогузий, Euchrepomis callinota
- Мурахолюб жовточеревий, Euchrepomis humeralis
- Мурахолюб червоногузий, Euchrepomis spodioptila
- Колючник смугастий, Cymbilaimus lineatus
- Кущівник-чубань перуанський, Frederickena fulva
- Тараба, Taraba major
- Сорокуш смугастий, Thamnophilus doliatus
- Сорокуш світлочеревий, Thamnophilus zarumae
- Сорокуш андійський, Thamnophilus tenuepunctatus
- Сорокуш-малюк білошиїй, Thamnophilus bernardi
- Сорокуш низинний, Thamnophilus atrinucha
- Сорокуш чорноголовий, Thamnophilus schistaceus
- Сорокуш сріблястий, Thamnophilus murinus
- Сорокуш еквадорський, Thamnophilus praecox
- Сорокуш білоспинний, Thamnophilus cryptoleucus
- Сорокуш плямистий, Thamnophilus punctatus
- Сорокуш жовтоокий, Thamnophilus unicolor
- Сорокуш білоплечий, Thamnophilus aethiops
- Сорокуш амазонійський, Thamnophilus amazonicus
- Кущівник перлистий, Megastictus margaritatus
- Кущівник чорний, Neoctantes niger
- Кущівник рудий, Thamnistes anabatinus
- Батарито лісовий, Dysithamnus mentalis
- Батарито перлистоголовий, Dysithamnus puncticeps
- Батарито схиловий, Dysithamnus occidentalis
- Батарито строкатоволий, Dysithamnus leucostictus
- Кущівник сірий, Thamnomanes ardesiacus
- Кущівник шиферний, Thamnomanes caesius
- Кадук плямистохвостий, Isleria hauxwelli
- Кущівник-тонкодзьоб, Pygiptila stellaris
- Кадук бурий, Epinecrophylla fulviventris
- Кадук перуанський, Epinecrophylla haematonota
- Кадук сіроволий, Epinecrophylla spodionota
- Кадук чорногорлий, Epinecrophylla ornata
- Кадук рудохвостий, Epinecrophylla erythrura
- Кадук карликовий, Myrmotherula brachyura
- Кадук панамський, Myrmotherula ignota
- Кадук чагарниковий, Myrmotherula multostriata
- Кадук західний, Myrmotherula pacifica
- Кадук строкатий, Myrmotherula longicauda
- Кадук білобокий, Myrmotherula axillaris
- Кадук темноволий, Myrmotherula schisticolor
- Кадук сунський, Myrmotherula sunensis
- Кадук амазонійський, Myrmotherula longipennis
- Кадук чорногрудий, Myrmotherula behni
- Кадук сивий, Myrmotherula menetriesii
- Кадук жовтосмугий, Dichrozona cincta
- Каатинга амазонійська, Herpsilochmus dugandi
- Каатинга жовтоброва, Herpsilochmus gentryi
- Каатинга жовтовола, Herpsilochmus axillaris
- Herpsilochmus frater
- Каатинга плямистокрила, Microrhopias quixensis
- Тілугі строкатоголовий, Drymophila devillei
- Тілугі андійський, Drymophila striaticeps
- Мурав'янка-прудкокрил перуанська, Hypocnemis peruviana
- Мурав'янка-прудкокрил жовтоброва, Hypocnemis hypoxantha
- Ману тирановий, Cercomacroides tyrannina
- Ману чорний, Cercomacroides serva
- Ману темний, Cercomacroides nigrescens
- Ману береговий, Cercomacroides fuscicauda
- Ману сірий, Cercomacra cinerascens
- Ману панамський, Cercomacra nigricans
- Pyriglena maura
- Гормігуеро білобровий, Myrmoborus leucophrys
- Гормігуеро білочеревий, Myrmoborus lugubris
- Гормігуеро чорнощокий, Myrmoborus myotherinus
- Мурав'янка-струмовик північна, Hypocnemoides melanopogon
- Myrmochanes hemileucus
- Аляпі сріблястий, Sclateria naevia
- Покривник білоплечий, Percnostola melanoceps
- Покривник темний, Percnostola fortis
- Покривник брунатний, Percnostola zeledoni
- Покривник амазонійський, Myrmelastes hyperythrus
- Аляпі темний, Myrmelastes schistaceus
- Аляпі плямистокрилий, Myrmelastes leucostigma
- Покривник каштановий, Poliocrania exsul
- Ampelornis griseiceps(інші мови)
- Покривник західний, Sipia nigricauda
- Покривник узлісний, Sipia berlepschi
- Покривник іржастий, Sciaphylax castanea
- Покривник чорногорлий, Myrmophylax atrothorax
- Мурав'янка сірочерева, Myrmornis torquata
- Аракура білочуба, Pithys albifrons
- Мурав'янка строката, Gymnopithys bicolor
- Мурав'янка білощока, Gymnopithys leucaspis
- Мурав'янка чорнохвоста, Oneillornis lunulatus
- Окулярек волосочубий, Rhegmatorhina melanosticta
- Мурав'янка-куцохвіст плямиста, Hylophylax naevioides
- Мурав'янка-куцохвіст гвіанська, Hylophylax naevius
- Мурав'янка-куцохвіст цяткована, Hylophylax punctulatus
- Мурав'янка-куцохвіст велика, Willisornis poecilinotus
- Рудоок плямистий, Phlegopsis nigromaculata
- Рудоок чорний, Phlegopsis erythroptera
- Мурав'янка-голоок, Phaenostictus mcleannani

Родина: Melanopareiidae
- Тапакуло маранонський, Melanopareia maranonica
- Тапакуло рудокрилий, Melanopareia elegans

Родина: Гусеницеїдові (Conopophagidae)
- Кусачка рудоголова, Pittasoma rufopileatum
- Гусеницеїд золотистий, Conopophaga aurita
- Гусеницеїд сірошиїй, Conopophaga peruviana
- Гусеницеїд рудолобий, Conopophaga castaneiceps

Родина: Grallariidae
- Мурашниця смугаста, Grallaria squamigera
- Мурашниця еквадорська, Grallaria gigantea
- Мурашниця вусата, Grallaria alleni
- Мурашниця гватемальська, Grallaria guatimalensis
- Мурашниця бура, Grallaria haplonota
- Мурашниця рудогорла, Grallaria dignissima
- Мурашниця рудоголова, Grallaria ruficapilla
- Мурашниця чагарникова, Grallaria watkinsi
- Йокотоко, Grallaria ridgelyi (EN)
- Мурашниця бамбукова, Grallaria nuchalis
- Мурашниця жовтогруда, Grallaria flavotincta
- Мурашниця білочерева, Grallaria hypoleuca
- Мурашниця сизочерева, Grallaria rufocinerea
- Grallaria saturata
- Мурашниця гірська, Grallaria quitensis
- Мурашниця панамська, Hylopezus perspicillatus
- Мурашниця сірощока, Hylopezus fulviventris
- Торорої малий, Myrmothera campanisona
- Понгіто мінливобарвний, Grallaricula flavirostris
- Понгіто масковий, Grallaricula lineifrons
- Понгіто гірський, Grallaricula leymebambae
- Понгіто перуанський, Grallaricula peruviana
- Понгіто сіроголовий, Grallaricula nana

Родина: Галітові (Rhinocryptidae)
- Тапакуло каштановий, Liosceles thoracicus
- Тапакуло цяткований, Acropternis orthonyx
- Myornis senilis
- Тапакуло чорний, Scytalopus latrans
- Тапакуло колумбійський, Scytalopus micropterus
- Тапакуло гірський, Scytalopus atratus
- Тапакуло темний, Scytalopus chocoensis
- Тапакуло еквадорський, Scytalopus robbinsi (EM)
- Наріно, Scytalopus vicinior
- Scytalopus spillmanni
- Тапакуло сірий, Scytalopus parkeri
- Тапакуло нагірний, Scytalopus opacus
- Scytalopus androstictus

Родина: Мурахоловові (Formicariidae)
- Мурахолов рудоголовий, Formicarius colma
- Мурахолов рудошиїй, Formicarius analis
- Мурахолов чорноголовий, Formicarius nigricapillus
- Мурахолов рудоволий, Formicarius rufipectus
- Товака бурогуза, Chamaeza campanisona
- Товака велика, Chamaeza nobilis
- Товака смугаста, Chamaeza mollissima

Родина: Горнерові (Furnariidae)
- Листовик бурий, Sclerurus obscurior
- Листовик короткодзьобий, Sclerurus rufigularis
- Листовик гватемальський, Sclerurus guatemalensis
- Листовик білогорлий, Sclerurus caudacutus
- Листовик сірогорлий, Sclerurus albigularis
- Землекоп тонкодзьобий, Geositta tenuirostris
- Дереволаз-довгохвіст малий, Certhiasomus stictolaemus
- Дереволаз оливковий, Sittasomus griseicapillus
- Дереволаз-довгохвіст великий, Deconychura longicauda
- Грімпар великий, Dendrocincla tyrannina
- Грімпар білогорлий, Dendrocincla merula
- Грімпар сірощокий, Dendrocincla fuliginosa
- Дереволаз-долотодзьоб, Glyphorynchus spirurus
- Дереволаз світлодзьобий, Dendrexetastes rufigula
- Дереволаз білогорлий, Nasica longirostris
- Дереволаз північний, Dendrocolaptes sanctithomae
- Дереволаз підкоришниковий, Dendrocolaptes certhia
- Дереволаз строкатощокий, Dendrocolaptes picumnus
- Дереволаз-червонодзьоб смугасточеревий, Hylexetastes stresemanni
- Дереволаз-міцнодзьоб середній, Xiphocolaptes promeropirhynchus
- Кокоа смугастошиїй, Xiphorhynchus obsoletus
- Кокоа колумбійський, Xiphorhynchus ocellatus
- Кокоа плямистоголовий, Xiphorhynchus chunchotambo
- Кокоа західний, Xiphorhynchus elegans
- Кокоа жовтогорлий, Xiphorhynchus guttatus
- Кокоа строкатоплечий, Xiphorhynchus lachrymosus
- Кокоа плямистий, Xiphorhynchus erythropygius
- Кокоа андійський, Xiphorhynchus triangularis
- Кокоа світлодзьобий, Dendroplex picus
- Дереволаз-серподзьоб середній, Campylorhamphus trochilirostris
- Дереволаз-серподзьоб амазонійський, Campylorhamphus procurvoides
- Дереволаз-серподзьоб малий, Campylorhamphus pusillus
- Дереволаз-серподзьоб великий, Drymotoxeres pucheranii
- Дереволаз строкатоголовий, Lepidocolaptes souleyetii
- Дереволаз гірський, Lepidocolaptes lacrymiger
- Дереволаз дуїданський, Lepidocolaptes duidae
- Піколезна тонкодзьоба, Xenops tenuirostris
- Піколезна мала, Xenops minutus
- Піколезна руда, Xenops rutilans
- Пальмолаз, Berlepschia rikeri
- Піколезна рудохвоста, Microxenops milleri
- Pseudocolaptes lawrencii(інші мови)
- Pseudocolaptes boissonneautii(інші мови)
- Гострохвіст золотавий, Premnornis guttuliger
- Furnarius leucopus(інші мови)
- Горнеро річковий, Furnarius torridus (H)
- Furnarius minor(інші мови)
- Потічник, Lochmias nematura
- Трясохвіст білобровий, Cinclodes albidiventris
- Трясохвіст строкатий, Cinclodes excelsior
- Філідор-великодзьоб бурий, Anabazenops dorsalis
- Філідор широкобровий, Philydor fuscipenne
- Філідор рудогузий, Philydor erythrocercum
- Філідор рудочеревий, Philydor pyrrhodes
- Тікотіко гірський, Anabacerthia striaticollis
- Тікотіко бурохвостий, Anabacerthia variegaticeps
- Філідор рудохвостий, Anabacerthia ruficaudata
- Філідор білогорлий, Syndactyla rufosuperciliata
- Філідор золотистий, Syndactyla subalaris
- Філідор рудошиїй, Syndactyla ruficollis
- Тікотіко смугастобокий, Ancistrops strigilatus
- Філідор золотолобий, Dendroma rufa
- Філідор іржастокрилий, Dendroma erythroptera
- Філідор рудоголовий, Clibanornis erythrocephalus
- Філідор-лісовик іржастий, Clibanornis rubiginosus
- Птах-гончар колумбійський, Thripadectes ignobilis
- Птах-гончар строкатий, Thripadectes flammulatus
- Птах-гончар смугастий, Thripadectes holostictus
- Птах-гончар еквадорський, Thripadectes virgaticeps
- Птах-гончар чорнодзьобий, Thripadectes melanorhynchus
- Філідор-лісовик рудочеревий, Automolus rufipileatus
- Філідор-лісовик червоноокий, Automolus melanopezus
- Філідор-лісовик вохристогорлий, Automolus ochrolaemus
- Філідор рископерий, Automolus subulatus
- Філідор бурочеревий, Automolus virgatus
- Філідор-лісовик бурочеревий, Automolus infuscatus
- Гострохвіст рудогорлий, Premnoplex brunnescens
- Щетинкохвіст рудий, Margarornis stellatus
- Щетинкохвіст перлистий, Margarornis squamiger
- Сікора андійська, Leptasthenura andicola
- М'якохвіст рудолобий, Phacellodomus rufifrons
- Пію білобровий, Hellmayrea gularis
- Канастеро смугастий, Asthenes flammulata
- Канастеро скельний, Asthenes wyatti
- Корпуана білогорла, Asthenes fuliginosa
- Корпуана еквадорська, Asthenes griseomurina
- Жовтощок, Metopothrix aurantiaca
- Сірохвіст білобровий, Xenerpestes minlosi
- Сірохвіст еквадорський, Xenerpestes singularis
- Гончар-білобровець, Siptornis striaticollis
- Кошикороб мінливий, Thripophaga fusciceps
- Курутія світлощока, Cranioleuca vulpecula
- Курутія рудощока, Cranioleuca erythrops
- Курутія сіроброва, Cranioleuca curtata
- Курутія еквадорська, Cranioleuca antisiensis
- Курутія амазонійська, Cranioleuca gutturata
- Пію білочеревий, Mazaria propinqua
- Пію гаянський, Synallaxis gujanensis
- Пію мараньйонський, Synallaxis maranonica
- Пію білогорлий, Synallaxis stictothorax
- Пію сірогорлий, Synallaxis brachyura
- Пію темний, Synallaxis moesta
- Пію темноволий, Synallaxis albigularis
- Пію андійський, Synallaxis azarae
- Пію темноголовий, Synallaxis tithys
- Пію іржастий, Synallaxis unirufa
- Пію темногузий, Synallaxis rutilans
- Пію рудогорлий, Synallaxis cherriei

Родина: Манакінові (Pipridae)
- Манакін-стрибун карликовий, Tyranneutes stolzmanni
- Манакін жовтоголовий, Chloropipo flavicapilla
- Манакін перуанський, Chloropipo unicolor
- Манакін-червононіг гвіанський, Chiroxiphia pareola
- Манакін золотокрилий, Masius chrysopterus
- Манакін зелений, Cryptopipo holochlora
- Салтарин синьоголовий, Lepidothrix coronata
- Салтарин синьогузий, Lepidothrix isidorei
- Манакін еквадорський, Heterocercus aurantiivertex
- Манакін-короткокрил білочеревий, Manacus manacus
- Манакін ниткохвостий, Pipra filicauda
- Манакінчик червоноголовий, Machaeropterus deliciosus
- Манакінчик західний, Machaeropterus striolatus
- Салтарин білоголовий, Pseudopipra pipra
- Манакін мексиканський, Ceratopipra mentalis
- Манакін золотоголовий, Ceratopipra erythrocephala

Родина: Котингові (Cotingidae)
- Плодоїд чорно-зелений, Pipreola riefferii
- Плодоїд смугастий, Pipreola arcuata
- Плодоїд вогнистоволий, Pipreola jucunda
- Плодоїд цитриновогрудий, Pipreola lubomirskii
- Плодоїд червоноволий, Pipreola frontalis
- Плодоїд малий, Pipreola chlorolepidota
- Плодоїд строкатий, Ampelioides tschudii
- Андець рудочеревий, Doliornis remseni
- Андець чорний, Ampelion rubrocristata
- Андець рудочубий, Ampelion rufaxilla
- Кармінник західний, Phoenicircus nigricollis
- Гребенечуб андійський, Rupicola peruvianus
- Пига сірохвоста, Snowornis subalaris
- Пига оливкова, Snowornis cryptolophus
- Плодоїд пурпуровий, Querula purpurata
- Плодоїд рубінововолий, Pyroderus scutatus
- Красочуб білоокий, Cephalopterus ornatus
- Красочуб еквадорський, Cephalopterus penduliger
- Котинга венесуельська, Cotinga nattererii
- Котинга жовтоока, Cotinga maynana
- Котинга бірюзова, Cotinga cayana
- Пига руда, Lipaugus unirufus
- Пига гаянська, Lipaugus vociferans
- Пига довгохвоста, Lipaugus fuscocinereus
- Котинга білочерева, Porphyrolaema porphyrolaema
- Блаватник чорнодзьобий, Carpodectes hopkei
- Котинга-білокрил амарантова, Xipholena punicea
- Плодоїд голошиїй, Gymnoderus foetidus

Родина: Бекардові (Tityridae)
- Бекарда чорноголова, Tityra inquisitor
- Бекарда велика, Tityra cayana
- Бекарда маскова, Tityra semifasciata
- Манакін-свистун рудий, Schiffornis major
- Лорон північний, Schiffornis veraepacis
- Лорон іржастий, Schiffornis aenea
- Манакін-свистун бурий, Schiffornis turdina
- Аулія руда, Laniocera rufescens
- Аулія сіра, Laniocera hypopyrra
- Котингіта білоброва, Iodopleura isabellae
- Котингіта смугаста, Laniisoma elegans
- Бекард зелений, Pachyramphus viridis
- Бекард смугастий, Pachyramphus versicolor
- Бекард еквадорський, Pachyramphus spodiurus
- Бекард іржастий, Pachyramphus cinnamomeus
- Бекард каштановий, Pachyramphus castaneus
- Бекард рябокрилий, Pachyramphus polychopterus
- Бекард строкатий, Pachyramphus albogriseus
- Бекард чорноголовий, Pachyramphus marginatus
- Бекард темний, Pachyramphus homochrous
- Бекард рожевогорлий, Pachyramphus minor
- Пікоагудо, Oxyruncus cristatus
- Мухоїд королівський, Onychorhynchus coronatus
- Москверито рудохвостий, Terenotriccus erythrurus
- Тиранка рудовола, Myiobius villosus
- Тиранка світлогорла, Myiobius barbatus
- Тиранка чорнохвоста, Myiobius atricaudus

Родина: Тиранові (Tyrannidae)
- Ірличок оливковий, Piprites chloris
- Москверито рудий, Neopipo cinnamomea
- Лопатодзьоб бурощокий, Platyrinchus saturatus
- Лопатодзьоб білогорлий, Platyrinchus mystaceus
- Лопатодзьоб золотоголовий, Platyrinchus coronatus
- Лопатодзьоб жовточеревий, Platyrinchus flavigularis
- Лопатодзьоб білоголовий, Platyrinchus platyrhynchos
- Каполего бронзовий, Pseudotriccus pelzelni
- Каполего рудоголовий, Pseudotriccus ruficeps
- Тиран-щебетун північний, Corythopis torquatus
- Ореджеріто жовтодзьобий, Pogonotriccus poecilotis
- Ореджеріто зеленоволий, Pogonotriccus ophthalmicus
- Ореджеріто білокрилий, Pogonotriccus orbitalis
- Тиранчик еквадорський, Phylloscartes gualaquizae
- Тиранчик рудобровий, Phylloscartes superciliaris
- Тиранчик-мухолюб гострокрилий, Mionectes striaticollis
- Тиранчик-мухолюб оливковий, Mionectes olivaceus
- Тиранчик-мухолюб вохристий, Mionectes oleagineus
- Тиран-інка буроголовий, Leptopogon amaurocephalus
- Тиран-інка андійський, Leptopogon superciliaris
- Тиран-інка рудоволий, Leptopogon rufipectus
- Мухоїд великий, Cnipodectes subbrunneus
- Пікоплано оливковий, Rhynchocyclus olivaceus
- Пікоплано темний, Rhynchocyclus pacificus
- Пікоплано рудий, Rhynchocyclus fulvipectus
- Мухоїд світлогорлий, Tolmomyias sulphurescens
- Мухоїд рудоволий, Tolmomyias traylori
- Мухоїд оливковолий, Tolmomyias assimilis
- Мухоїд жовтокрилий, Tolmomyias flavotectus
- Мухоїд сіроголовий, Tolmomyias poliocephalus
- Мухоїд жовтий, Tolmomyias flaviventris
- Мухоїд прибережний, Tolmomyias viridiceps
- Аруна білогруда, Myiornis albiventris
- Аруна чорноголова, Myiornis atricapillus
- Аруна короткохвоста, Myiornis ecaudatus
- Тиранчик-чубань західний, Lophotriccus pileatus
- Тиранчик-чубань перуанський, Lophotriccus vitiosus
- Тітіріджі білоокий, Hemitriccus zosterops
- Тітіріджі жовточеревий, Hemitriccus iohannis
- Тітіріджі малий, Hemitriccus minimus
- Тітіріджі чорногорлий, Hemitriccus granadensis
- Тітіріджі рудоволий, Hemitriccus cinnamomeipectus
- Тітіріджі андійський, Hemitriccus rufigularis
- Мухолов рудоголовий, Poecilotriccus ruficeps
- Мухолов строкатий, Poecilotriccus capitalis
- Мухолов рудолобий, Poecilotriccus latirostris
- Мухолов колумбійський, Poecilotriccus calopterus
- Мухолов-клинодзьоб плямистий, Todirostrum maculatum
- Мухолов-клинодзьоб сірий, Todirostrum cinereum
- Мухолов-клинодзьоб північний, Todirostrum nigriceps
- Мухолов-клинодзьоб жовтобровий, Todirostrum chrysocrotaphum
- Мухоїд-білозір, Myiotriccus ornatus
- Курета золотовола, Nephelomyias pulcher
- Курета жовточерева, Nephelomyias lintoni
- Hirundinea ferruginea(інші мови)
- Біро коричневий, Pyrrhomyias cinnamomeus
- Тиран-малюк чокоанський, Zimmerius albigularis
- Тиран-малюк червонодзьобий, Zimmerius cinereicapilla
- Тиран-малюк елегантний, Zimmerius gracilipes
- Тиран-малюк жовтощокий, Zimmerius chrysops
- Тиран-малюк лоянський, Zimmerius flavidifrons
- Каландрита мала, Stigmatura napensis
- Euscarthmus fulviceps
- Тиран-карлик буроголовий, Ornithion brunneicapillus
- Тиран-карлик амазонійський, Ornithion inerme
- Тиранчик-тонкодзьоб південний, Camptostoma obsoletum
- Еленія жовточерева, Elaenia flavogaster
- Еленія сіровола, Elaenia spectabilis
- Еленія білочуба, Elaenia albiceps
- Еленія короткодзьоба, Elaenia parvirostris
- Еленія сіра, Elaenia strepera (V)
- Еленія рогата, Elaenia gigas
- Еленія короткокрила, Elaenia brachyptera
- Еленія темна, Elaenia obscura
- Еленія андійська, Elaenia pallatangae
- Тиран жовтоголовий, Tyrannulus elatus
- Тиранець лісовий, Myiopagis gaimardii
- Тиранець сірий, Myiopagis caniceps
- Олалаї, Myiopagis olallai
- Тиранець еквадорський, Myiopagis subplacens
- Тиранець суринамський, Myiopagis flavivertex
- Тиранець зелений, Myiopagis viridicata
- Тиранчик жовтий, Capsiempis flaveola
- Тиран-крихітка білолобий, Phyllomyias zeledoni
- Тиран-крихітка темноголовий, Phyllomyias griseiceps
- Тиран-крихітка чорноголовий, Phyllomyias nigrocapillus
- Тиран-крихітка еквадорський, Phyllomyias cinereiceps
- Тиран-крихітка золотогузий, Phyllomyias uropygialis
- Тиран-крихітка андійський, Phyllomyias plumbeiceps
- Тиранчик бурий, Phaeomyias murina
- Phaeomyias tumbezana
- Тиранець перуанський, Pseudelaenia leucospodia
- Тиранчик-довгохвіст перуанський, Mecocerculus poecilocercus
- Тиранчик-довгохвіст колумбійський, Mecocerculus stictopterus
- Тиранчик-довгохвіст білогорлий, Mecocerculus leucophrys
- Тиранчик-довгохвіст рудокрилий, Mecocerculus calopterus
- Тиранчик-довгохвіст жовточеревий, Mecocerculus minor
- Торилон червонодзьобий, Anairetes nigrocristatus
- Торилон жовтоокий, Anairetes parulus
- Дорадито андійський, Pseudocolopteryx acutipennis
- Тираник сірий, Serpophaga cinerea
- Тираник річковий, Serpophaga hypoleuca
- Торилон довгохвостий, Uromyias agilis
- Дормілон короткохвостий, Muscigralla brevicauda
- Атіла амазонійський, Attila cinnamomeus
- Атіла колумбійський, Attila torridus
- Атіла жовточеревий, Attila citriniventris
- Атіла золотогузий, Attila spadiceus
- Тиран-розбійник, Legatus leucophaius
- Тиран-плоскодзьоб малий, Ramphotrigon megacephalum
- Тиран-плоскодзьоб рудохвостий, Ramphotrigon ruficauda
- Тиран-плоскодзьоб темнохвостий, Ramphotrigon fuscicauda
- Pitangus sulphuratus(інші мови)
- Пітанга мала, Philohydor lictor
- Пікабуї, Machetornis rixosa
- Tyrannopsis sulphurea(інші мови)
- Пітанга-великодзьоб, Megarynchus pitangua
- Тиран смугастоволий, Myiodynastes chrysocephalus
- Тиран чорнолобий, Myiodynastes bairdii
- Тиран жовточеревий, Myiodynastes luteiventris
- Тиран смугастий, Myiodynastes maculatus
- Бієнтевіо рудокрилий, Myiozetetes cayanensis
- Бієнтевіо червоноголовий, Myiozetetes similis
- Бієнтевіо сіроголовий, Myiozetetes granadensis
- Бієнтевіо малий, Myiozetetes luteiventris
- Конопа білогорла, Conopias albovittatus
- Конопа жовтогорла, Conopias parvus
- Конопа оливкова, Conopias trivirgatus
- Конопа жовтоброва, Conopias cinchoneti
- Empidonomus varius(інші мови)
- Туквіто чорноголовий, Griseotyrannus aurantioatrocristatus
- Тиран сіроспинний, Tyrannus niveigularis
- Тиран білогорлий, Tyrannus albogularis
- Тиран тропічний, Tyrannus melancholicus
- Тиран вилохвостий, Tyrannus savana
- Тиран королівський, Tyrannus tyrannus
- Тиран сірий, Tyrannus dominicensis (V)
- Планідера руда, Rhytipterna holerythra
- Планідера сіра, Rhytipterna simplex
- Тиран-свистун чокоанський, Sirystes albogriseus
- Тиран-свистун білогузий, Sirystes albocinereus
- Копетон темноголовий, Myiarchus tuberculifer
- Копетон неотропічний, Myiarchus swainsoni
- Копетон панамський, Myiarchus panamensis
- Копетон чорнодзьобий, Myiarchus ferox
- Копетон еквадорський, Myiarchus phaeocephalus
- Копетон андійський, Myiarchus cephalotes
- Копетон чубатий, Myiarchus crinitus
- Копетон блідий, Myiarchus tyrannulus (H)
- Копетон галапагоський, Myiarchus magnirostris (EG)
- Colonia colonus(інші мови)
- Курета оливкова, Myiophobus flavicans
- Курета схилова, Myiophobus phoenicomitra
- Курета руда, Myiophobus roraimae
- Курета еквадорська, Myiophobus cryptoxanthus
- Курета іржаста, Myiophobus fasciatus
- Пітайо сірочеревий, Silvicultrix frontalis
- Пітайо еквадорський, Silvicultrix jelskii
- Пітайо жовточеревий, Silvicultrix diadema
- Пітайо темноспинний, Ochthoeca cinnamomeiventris
- Пітайо рудоволий, Ochthoeca rufipectoralis
- Пітайо іржастий, Ochthoeca fumicolor
- Пітайо білобровий, Ochthoeca leucophrys
- Тумбезія, Tumbezia salvini
- Тиранчик-короткодзьоб амазонійський, Sublegatus obscurior
- Тиранчик-короткодзьоб південний, Sublegatus modestus (V)
- Pyrocephalus rubinus(інші мови)
- Pyrocephalus nanus(інші мови) (EG)
- Віюдита ряба, Fluvicola pica (V)
- Віюдита біла, Fluvicola nengeta
- Віюдита білоголова, Arundinicola leucocephala (H)
- Ада береговий, Knipolegus orenocensis
- Ада рудохвостий, Knipolegus poecilurus
- Ада амазонійський, Knipolegus poecilocercus
- Ада андійський, Knipolegus signatus
- Muscisaxicola fluviatilis(інші мови) (V)
- Дормілон плямистодзьобий, Muscisaxicola maculirostris
- Дормілон масковий, Muscisaxicola maclovianus (H)
- Дормілон білобровий, Muscisaxicola albilora
- Дормілон скельний, Muscisaxicola alpinus
- Кіптявник сивоголовий, Cnemarchus erythropygius
- Гохо гірський, Agriornis montanus
- Гохо білохвостий, Agriornis albicauda
- Кіптявник смугастогорлий, Myiotheretes striaticollis
- Кіптявник іржастий, Myiotheretes fumigatus
- Пітайо річковий, Ochthornis littoralis
- Москверо бурий, Cnemotriccus fuscatus
- Москверо бронзовий, Lathrotriccus euleri
- Москверо сіроволий, Lathrotriccus griseipectus
- Монудо рудий, Mitrephanes phaeocercus
- Sayornis nigricans(інші мови)
- Піві-малюк оливковий, Empidonax virescens
- Піві-малюк вербовий, Empidonax traillii
- Піві-малюк вільховий, Empidonax alnorum
- Піві північний, Contopus cooperi
- Піві сивий, Contopus fumigatus
- Піві бурий, Contopus sordidulus
- Піві лісовий, Contopus virens
- Піві тумбезький, Contopus punensis
- Піві еквадорський, Contopus nigrescens

Родина: Віреонові (Vireonidae)
- Віреон рудобровий, Cyclarhis gujanensis
- Віреон колумбійський, Cyclarhis nigrirostris
- Віреончик оливковий, Hylophilus olivaceus
- Віреончик жовтоволий, Hylophilus thoracicus
- Віреон сіроголовий, Vireolanius leucotis
- Віреончик рудолобий, Tunchiornis ochraceiceps
- Віреончик білочеревий, Pachysylvia decurtata
- Віреончик вохристий, Pachysylvia hypoxantha
- Віреончик іржастоголовий, Pachysylvia semibrunnea
- Віреон жовтогорлий, Vireo flavifrons (V)[1]
- Віреон світлокрилий, Vireo masteri
- Віреон цитриновий, Vireo philadelphicus (V)
- Віреон світлобровий, Vireo gilvus (V)
- Віреон андійський, Vireo leucophrys
- Віреон червоноокий, Vireo olivaceus
- Віреон білобровий, Vireo chivi
- Віреон білочеревий, Vireo flavoviridis

Родина: Воронові (Corvidae)
- Гагер світлогорлий, Cyanolyca armillata
- Гагер бірюзовий, Cyanolyca turcosa
- Гагер колумбійський, Cyanolyca pulchra
- Пая гіацинтова, Cyanocorax violaceus
- Пая еквадорська, Cyanocorax mystacalis
- Пая зелена, Cyanocorax yncas

Родина: Ластівкові (Hirundinidae)
- Ластовиця патагонська, Pygochelidon cyanoleuca
- Ластовиця бурочерева, Orochelidon murina
- Ластовиця рудогорла, Orochelidon flavipes
- Ластівка білосмуга, Atticora fasciata
- Ластівка карликова, Atticora tibialis
- Ластівка пампасова, Stelgidopteryx ruficollis
- Щурик бурий, Progne tapera
- Щурик пурпуровий, Progne subis
- Щурик сірогорлий, Progne chalybea
- Щурик південний, Progne elegans
- Щурик галапагоський, Progne modesta (EG)
- Білозорка річкова, Tachycineta bicolor (H)
- Білозорка еквадорська, Tachycineta stolzmanni
- Білозорка білокрила, Tachycineta albiventer
- Білозорка лазурова, Tachycineta leucorrhoa (H)
- Ластівка берегова, Riparia riparia
- Ластівка сільська, Hirundo rustica
- Ясківка білолоба, Petrochelidon pyrrhonota
- Ясківка еквадорська, Petrochelidon rufocollaris

Родина: Воловоочкові (Troglodytidae)
- Шпалюшок амазонійський, Microcerculus marginatus
- Шпалюшок смугокрилий, Microcerculus bambla
- Царик сизий, Odontorchilus branickii
- Волоочко співоче, Troglodytes aedon
- Волоочко гірське, Troglodytes solstitialis
- Овад річковий, Cistothorus platensis
- Різжак тигровий, Campylorhynchus zonatus
- Різжак смугастий, Campylorhynchus fasciatus
- Різжак дроздовий, Campylorhynchus turdinus
- Поплітник рудоспинний, Pheugopedius euophrys
- Поплітник смугастощокий, Pheugopedius mystacalis
- Поплітник темнощокий, Pheugopedius coraya
- Поплітник плямистоволий, Pheugopedius sclateri
- Поплітник смугастогорлий, Cantorchilus leucopogon
- Поплітник каштановий, Cantorchilus nigricapillus
- Поплітник світлощокий, Cantorchilus superciliaris
- Поплітник амазонійський, Cantorchilus leucotis
- Каштанник андійський, Cinnycerthia unirufa
- Каштанник колумбійський, Cinnycerthia olivascens
- Тріщук біловолий, Henicorhina leucosticta
- Тріщук рябокрилий, Henicorhina leucoptera
- Тріщук сіроволий, Henicorhina leucophrys
- Тріскопліт андійський, Cyphorhinus thoracicus
- Тріскопліт співочий, Cyphorhinus phaeocephalus
- Тріскопліт рудолобий, Cyphorhinus arada

Родина: Комароловкові (Polioptilidae)
- Комароловка білоброва, Microbates collaris
- Комароловка рудощока, Microbates cinereiventris
- Комароловка довгодзьоба, Ramphocaenus melanurus
- Комароловка тропічна, Polioptila plumbea
- Комароловка сірогорла, Polioptila schistaceigula

Родина: Donacobiidae
- Мімик, Donacobius atricapilla

Родина: Пронуркові (Cinclidae)
- Пронурок білоголовий, Cinclus leucocephalus

Родина: Омелюхові (Bombycillidae)
- Омелюх американський, Bombycilla cedrorum (H)

Родина: Дроздові (Turdidae)
- Солітаріо андійський, Myadestes ralloides
- Дрізд-короткодзьоб сірий, Catharus fuscater
- Дрізд-короткодзьоб андійський, Catharus maculatus
- Дрізд-короткодзьоб малий, Catharus minimus
- Дрізд-короткодзьоб Свенсона, Catharus ustulatus
- Кларіно чорний, Entomodestes coracinus
- Дрізд-самітник, Cichlopsis leucogenys
- Дроздик світлоокий, Turdus leucops
- Дрізд еквадорський, Turdus reevei
- Дрізд амазонійський, Turdus hauxwelli
- Дрізд світлочеревий, Turdus obsoletus
- Дрізд тропічний, Turdus maculirostris
- Дрізд брунатний, Turdus lawrencii
- Дрізд чорнодзьобий, Turdus ignobilis
- Дрізд перуанський, Turdus maranonicus
- Дрізд кордильєрський, Turdus fulviventris
- Дрізд аргентинський, Turdus nigriceps
- Дрізд великий, Turdus fuscater
- Хігуанко, Turdus chiguanco
- Дрізд андійський, Turdus serranus
- Дрізд колумбійський, Turdus daguae
- Дрізд білосмугий, Turdus albicollis

Родина: Пересмішникові (Mimidae)
- Пересмішник сивий, Mimus gilvus
- Пересмішник довгохвостий, Mimus longicaudatus
- Пересмішник галапагоський, Mimus parvulus (EG)
- Пересмішник кампеонський, Mimus trifasciatus (EG)
- Пересмішник еспаньйольський, Mimus macdonaldi (EG)
- Пересмішник сан-кристобальський, Mimus melanotis (EG)

Родина: Астрильдові (Estrildidae)
- Мунія трибарвна, Lonchura malacca (I)

Родина: Горобцеві (Passeridae)
- Горобець хатній, Passer domesticus (I)

Родина: Плискові (Motacillidae)
- Щеврик червоногрудий, Anthus cervinus (V)
- Щеврик андійський, Anthus bogotensis

Родина: В'юркові (Fringillidae)
- Spinus spinescens(інші мови)
- Spinus magellanicus(інші мови)
- Чиж еквадорський, Spinus siemiradzkii
- Чиж оливковий, Spinus olivaceus
- Чиж жовточеревий, Spinus xanthogastrus
- Чиж малий, Spinus psaltria
- Гутурама темнощока, Chlorophonia cyanocephala
- Органіст синьошиїй, Chlorophonia cyanea
- Органіст чорнобровий, Chlorophonia pyrrhophrys
- Органіст пектораловий, Chlorophonia flavirostris
- Гутурама золотиста, Euphonia saturata
- Гутурама пурпуровоголова, Euphonia chlorotica
- Гутурама світлогорла, Euphonia chrysopasta
- Гутурама білогуза, Euphonia minuta
- Гутурама західна, Euphonia laniirostris
- Гутурама пістрявобока, Euphonia fulvicrissa
- Гутурама золотолоба, Euphonia xanthogaster
- Гутурама зелена, Euphonia mesochrysa
- Гутурама рудочерева, Euphonia rufiventris

Родина: Passerellidae
- Вівсянка танагрова, Oreothraupis arremonops
- Зеленник жовтогорлий, Chlorospingus flavigularis
- Зеленник короткодзьобий, Chlorospingus parvirostris
- Зеленник сивогорлий, Chlorospingus canigularis
- Зеленник мінливобарвний, Chlorospingus flavopectus
- Зеленник сірогрудий, Chlorospingus semifuscus
- Чінголо еквадорський, Rhynchospiza stolzmanni
- Багновець прерієвий, Ammodramus savannarum (знищений)
- Багновець жовтощокий, Ammodramus aurifrons
- Риджвея сивоголова, Arremonops conirostris
- Тихоголос великий, Arremon assimilis
- Тихоголос золотодзьобий, Arremon aurantiirostris
- Тихоголос західний, Arremon abeillei
- Заросляк каштановоголовий, Arremon brunneinucha
- Рудоголов оливковий, Arremon castaneiceps
- Бруант рудошиїй, Zonotrichia capensis
- Заросляк великий, Atlapetes albinucha
- Заросляк еквадорський, Atlapetes leucopis
- Заросляк білоголовий, Atlapetes albiceps
- Заросляк золотоголовий, Atlapetes crassus
- Заросляк сірогрудий, Atlapetes schistaceus
- Заросляк рудолобий, Atlapetes pallidinucha
- Заросляк жовтоволий, Atlapetes latinuchus
- Заросляк малий, Atlapetes leucopterus
- Заросляк світлоголовий, Atlapetes pallidiceps (EM)
- Заросляк сірощокий, Atlapetes seebohmi

Родина: Трупіалові (Icteridae)
- Гоглу, Dolichonyx oryzivorus (V)
- Шпаркос савановий, Leistes militaris
- Шпаркос короткохвостий, Leistes bellicosus
- Касик жовтодзьобий, Amblycercus holosericeus
- Конота іржаста, Psarocolius angustifrons
- Конота зелена, Psarocolius viridis
- Конота товстодзьоба, Psarocolius wagleri
- Шапу, Psarocolius decumanus
- Конота бразильська, Psarocolius bifasciatus
- Касик чорний, Cacicus solitarius
- Касик еквадорський, Cacicus sclateri
- Касик середній, Cacicus microrhynchus
- Касик багряногузий, Cacicus uropygialis
- Касик жовтохвостий, Cacicus cela
- Касик жовтогузий, Cacicus leucoramphus
- Конота мала, Cacicus latirostris
- Касик червоногузий, Cacicus haemorrhous
- Конота еквадорська, Cacicus oseryi
- Трупіал пломенистий, Icterus croconotus
- Трупіал еквадорський, Icterus graceannae
- Трупіал жовтохвостий, Icterus mesomelas
- Трупіал жовтоплечий, Icterus cayanensis
- Трупіал чорнокрилий, Icterus chrysater
- Трупіал балтиморський, Icterus galbula
- Вашер великий, Molothrus oryzivorus
- Вашер синій, Molothrus bonariensis
- Трупіал-чернець чагарниковий, Dives warczewiczi
- Гракл великохвостий, Quiscalus mexicanus
- Трупіал танагровий, Lampropsar tanagrinus
- Потеліжник, Gymnomystax mexicanus
- Варілеро жовтоокий, Agelasticus xanthophthalmus

Родина: Піснярові (Parulidae)
- Смугастоволець оливковий, Seiurus aurocapilla
- Смугастоволець річковий, Parkesia noveboracensis
- Червоїд золотокрилий (Vermivora chrysoptera)
- Пісняр строкатий, Mniotilta varia
- Пісняр жовтий, Protonotaria citrea
- Червоїд світлобровий, Oreothlypis peregrina
- Цитринка сіровола, Oporornis agilis (V)
- Жовтогорлик південний, Geothlypis aequinoctialis
- Цитринка чорновола, Geothlypis philadelphia
- Жовтогорлик оливковоголовий, Geothlypis semiflava
- Пісняр горихвістковий, Setophaga ruticilla
- Пісняр-лісовик блакитний, Setophaga cerulea
- Пісняр тропічний, Setophaga pitiayumi
- Пісняр-лісовик каштановий, Setophaga castanea
- Пісняр-лісовик рудоволий, Setophaga fusca
- Пісняр-лісовик золотистий, Setophaga petechia
- Пісняр-лісовик рудобокий, Setophaga pensylvanica (V)
- Пісняр-лісовик білощокий, Setophaga striata
- Пісняр-лісовик сизий, Setophaga caerulescens (V)
- Пісняр-лісовик чорногорлий, Setophaga virens (V)
- Коронник оливковий, Myiothlypis luteoviridis
- Коронник чорноголовий, Myiothlypis nigrocristata
- Коронник блідий, Myiothlypis fulvicauda
- Коронник золоточеревий, Myiothlypis chrysogaster
- Коронник сизий, Myiothlypis fraseri
- Коронник сірощокий, Myiothlypis coronata
- Коронник смугастоголовий, Basileuterus tristriatus
- Коронник трисмугий, Basileuterus trifasciatus
- Болотянка строкатовола, Cardellina canadensis
- Болотянка мала, Cardellina pusilla (V)
- Чернітка чорногорла, Myioborus miniatus
- Чернітка перуанська, Myioborus melanocephalus

Родина: Mitrospingidae
- Танагра-потрост темнощока, Mitrospingus cassinii

Родина: Кардиналові (Cardinalidae)
- Піранга сонцепера, Piranga flava
- Піранга пломениста, Piranga rubra
- Піранга кармінова, Piranga olivacea
- Піранга жовтогуза, Piranga ludoviciana (V)
- Піранга жовточерева, Piranga rubriceps
- Піранга білокрила, Piranga leucoptera
- Габія кармінова, Habia rubica
- Танагра-широкодзьоб оливкова, Chlorothraupis carmioli
- Танагра-широкодзьоб колумбійська, Chlorothraupis olivacea
- Танагра-широкодзьоб вохристовола, Chlorothraupis stolzmanni
- Кардинал-довбоніс жовточеревий, Pheucticus chrysogaster
- Кардинал-довбоніс золоточеревий, Pheucticus aureoventris
- Кардинал-довбоніс червоноволий, Pheucticus ludovicianus
- Семілеро еквадорський, Amaurospiza aequatorialis
- Лускар сизий, Cyanoloxia cyanoides
- Лускар бірюзовий, Cyanoloxia rothschildii
- Скригнатка синя, Passerina caerulea (V)
- Скригнатка індигова, Passerina cyanea  (H)
- Лускун, Spiza americana (V)

Родина: Саякові (Thraupidae)
- Тангар білоголовий, Sericossypha albocristata
- Кардинал рябогорлий, Parkerthraustes humeralis
- Плюшівник золотолобий, Catamblyrhynchus diadema
- Саї великий, Chlorophanes spiza
- Саї малий, Iridophanes pulcherrimus
- Танагрик колумбійський, Chrysothlypis salmoni
- Танагра-інка червоноброва, Heterospingus xanthopygius
- Танагрик чорнощокий, Hemithraupis guira
- Танагрик жовтогорлий, Hemithraupis flavicollis
- Тамаруго мангровий, Conirostrum bicolor
- Тамаруго амазонійський, Conirostrum margaritae
- Тамаруго рудогузий, Conirostrum speciosum
- Танагра велика, Conirostrum binghami
- Тамаруго чорноголовий, Conirostrum sitticolor
- Тамаруго великий, Conirostrum albifrons
- Тамаруго сірий, Conirostrum cinereum
- Посвірж золотоголовий, Sicalis flaveola
- Посвірж короткодзьобий, Sicalis luteola
- Посвірж еквадорський, Sicalis taczanowskii
- Вівсянчик сірий, Geospizopsis unicolor
- Вівсянчик сіроволий, Geospizopsis plebejus
- Вівсянчик смугохвостий, Porphyrospiza alaudina
- Насіннєїд малий, Catamenia analis
- Насіннєїд великий, Catamenia inornata
- Насіннєїд тонкодзьобий, Catamenia homochroa
- Квіткокол блискотливий, Diglossa lafresnayii
- Квіткокол чорний, Diglossa humeralis
- Квіткокол білобокий, Diglossa albilatera
- Квіткокол індиговий, Diglossa indigotica
- Квіткокол рудочеревий, Diglossa sittoides
- Квіткокол ультрамариновий, Diglossa glauca
- Квіткокол блакитний, Diglossa caerulescens
- Квіткокол масковий, Diglossa cyanea
- Цукрист перуанський, Xenodacnis parina
- Шиферка андійська, Haplospiza rustica
- Якарина, Volatinia jacarina
- Тангарник строкатий, Conothraupis speculigera
- Беретник рудочеревий, Creurgops verticalis
- Танагра-жалібниця вогнисточуба, Loriotus cristatus
- Танагра-жалібниця білоплеча, Loriotus luctuosus
- Танагра-жалібниця золоточуба, Tachyphonus surinamus
- Танагра-жалібниця нікарагуанська, Tachyphonus delatrii
- Танагра-жалібниця велика, Tachyphonus rufus
- Танагра сіроголова, Eucometis penicillata
- Червоночубик вогнистий, Coryphospingus cucullatus
- Тапіранга маскова, Ramphocelus nigrogularis
- Тапіранга пурпурова, Ramphocelus carbo
- Тапіранга жовтогуза, Ramphocelus icteronotus
- Танагра-сикіт рудогуза, Lanio fulvus
- Кармінка, Rhodospingus cruentus
- Танагра-медоїд короткодзьоба, Cyanerpes nitidus
- Танагра-медоїд пурпурова, Cyanerpes caeruleus
- Танагра-медоїд бірюзова, Cyanerpes cyaneus
- Терзина, Tersina viridis
- Цукрист білочеревий, Dacnis albiventris
- Цукрист масковий, Dacnis lineata
- Цукрист жовтоплечий, Dacnis egregia
- Цукрист жовточеревий, Dacnis flaviventer
- Цукрист синьощокий, Dacnis venusta
- Цукрист блакитний, Dacnis cayana
- Цукрист червоногрудий, Dacnis berlepschi
- Зерноїд острівний, Sporophila bouvronides
- Зерноїд біловусий, Sporophila lineola
- Зерноїд папугодзьобий, Sporophila peruviana
- Зерноїд рудогорлий, Sporophila telasco
- Зерноїд перуанський, Sporophila simplex
- Зерноїд рудочеревий, Sporophila castaneiventris
- Sporophila minuta
- Рисоїд північний, Sporophila funerea
- Рисоїд чорноголовий, Sporophila angolensis
- Рисоїд болотяний, Sporophila crassirostris
- Рисоїд чорнодзьобий, Sporophila atrirostris
- Зерноїд вороний, Sporophila corvina
- Зерноїд золотодзьобий, Sporophila intermedia (H)
- Зерноїд колумбійський, Sporophila murallae
- Зерноїд чорнорябий, Sporophila luctuosa
- Зерноїд чорнощокий, Sporophila nigricollis
- Зерноїд попелястий, Sporophila schistacea
- Зерноїд малий, Sporophila minuta
- Зернолуск чорнокрилий, Saltator atripennis
- Зернолуск сірий, Saltator coerulescens
- Зернолуск смугастоволий, Saltator striatipectus
- Зернолуск еквадорський, Saltator nigriceps
- Зернолуск масковий, Saltator cinctus
- Зернолуск білогорлий, Saltator grossus
- Трав'янець гострохвостий, Emberizoides herbicola
- Вівсянка-інка сіра, Piezorina cinerea (H)
- Зеленяр чорноголовий, Pseudospingus verticalis
- Зеленник сіроголовий, Cnemoscopus rubrirostris
- Свертушка маскова, Poospiza hispaniolensis
- Зеленяр білобровий, Kleinothraupis atropileus
- Зеленяр оливковий, Sphenopsis frontalis
- Зеленяр чорнощокий, Sphenopsis melanotis
- Зеленяр західний, Sphenopsis ochracea
- Зеленяр піурійський, Sphenopsis piurae
- Каптурник золотоголовий, Thlypopsis sordida
- Каптурник перуанський, Thlypopsis inornata
- Зеленяр світлобровий, Thlypopsis superciliaris
- Thlypopsis ornata
- Плюшівник чорний, Urothraupis stolzmanni
- Цереба, Coereba flaveola
- Потрост золотогорлий, Tiaris olivaceus
- Потрост бурий, Asemospiza obscura
- Комашниця вохриста, Certhidea olivacea (EG)
- Комашниця сіра, Certhidea fusca (EG)
- Platyspiza crassirostris(інші мови) (EG)
- Camarhynchus pallidus(інші мови) (EG)
- Camarhynchus psittacula(інші мови) (EG)
- Camarhynchus pauper(інші мови) (EG)
- Camarhynchus parvulus(інші мови) (EG)
- Camarhynchus heliobates(інші мови) (EG)
- Geospiza difficilis(інші мови) (EG)
- Землянчик дарвінський, Geospiza septentrionalis (EG)
- Geospiza fuliginosa(інші мови) (EG)
- Geospiza fortis(інші мови) (EG)
- Geospiza acutirostris(інші мови) (EG)
- Geospiza scandens(інші мови) (EG)
- Geospiza propinqua(інші мови) (EG)
- Geospiza magnirostris(інші мови) (EG)
- Geospiza conirostris(інші мови) (EG)
- Танагра-білозір зелена, Chlorochrysa phoenicotis
- Танагра-білозір чорногорла, Chlorochrysa calliparaea
- Paroaria gularis(інші мови)
- Тангар чорнощокий, Schistochlamys melanopis
- Тангар строкатий, Cissopis leverianus
- Тапіранга чорногорла, Calochaetes coccineus
- Блакитнар золотогорлий, Iridosornis porphyrocephalus
- Блакитнар жовтогорлий, Iridosornis analis
- Блакитнар золотоголовий, Iridosornis rufivertex
- Блакитар вохристочеревий, Pipraeidea melanonota
- Саяка жовто-синя, Rauenia bonariensis
- Блакитнар вохристоволий, Dubusia taeniata
- Андагра сиза, Anisognathus lacrymosus
- Андагра червонощока, Anisognathus igniventris
- Андагра жовтоголова, Anisognathus somptuosus
- Андагра чорногорла, Anisognathus notabilis
- Танагра-короткодзьоб гірська, Buthraupis montana
- Танагра-короткодзьоб маскова, Tephrophilus wetmorei
- Саяка синьоголова, Sporathraupis cyanocephala
- Танагра червононога, Chlorornis riefferii
- Танагра-короткодзьоб чорновола, Cnemathraupis eximia
- Танагра вогнистогорла, Wetmorethraupis sterrhopteron
- Зеленник еквадорський, Bangsia flavovirens
- Аркея золотовола, Bangsia rothschildi
- Аркея синьощока, Bangsia edwardsi
- Танагра блакитна, Chalcothraupis ruficervix
- Танагра еквадорська, Poecilostreptus palmeri
- Танагра сріблиста, Stilpnia viridicollis
- Танагра чорноголова, Stilpnia heinei
- Танагра зеленогорла, Stilpnia argyrofenges
- Танагра чагарникова, Stilpnia vitriolina
- Танагра маскова, Stilpnia nigrocincta
- Танагра синьощока, Stilpnia larvata
- Танагра блакитношия, Stilpnia cyanicollis
- Танагра синя, Tangara vassorii
- Танагра берилова, Tangara nigroviridis
- Танагра блискотлива, Tangara labradorides
- Танагра синьоброва, Tangara cyanotis
- Танагра бірюзова, Tangara mexicana
- Танагра зеленоголова, Tangara chilensis
- Танагра червоночерева, Tangara velia
- Танагра гіацинтова, Tangara callophrys
- Танагра рудокрила, Tangara lavinia
- Гирола, Tangara gyrola
- Танагра колумбійська, Tangara chrysotis
- Танагра жовтоголова, Tangara xanthocephala
- Танагра вогнистощока, Tangara parzudakii
- Танагра золотогруда, Tangara schrankii
- Танагра синьовуса, Tangara johannae
- Танагра золота, Tangara arthus
- Танагра смарагдова, Tangara florida
- Танагра цитринова, Tangara icterocephala
- Саяка блакитна, Thraupis episcopus
- Саяка пальмова, Thraupis palmarum
- Танагра рудогорла, Ixothraupis rufigula
- Танагра цяткована, Ixothraupis guttata
- Танагра жовточерева, Ixothraupis xanthogastra
- Танагра дроздова, Ixothraupis punctata